# 激走戦隊カーレンジャー
『激走戦隊カーレンジャー』（げきそうせんたいカーレンジャー）は、1996年3月1日から1997年2月7日まで、テレビ朝日系列で毎週金曜17:30 - 17:55（JST）に全48話が放送された、東映制作の特撮テレビドラマ、および作中で主人公たちが変身するヒーローの名称。

## 概要
本作品では、「車をモチーフに作る」ことを前提として企画が立ち上げられており、特に放映当時一大ブームとなっていたレクリエーショナル・ビークル（RV）や、第二次ブームの最中であったミニ四駆などの要素が多く取り入れられている。また、キャラクターや技のネーミング、サブタイトルなどにも自動車や交通関係の語句が多く取り入れられている。
それまでのシリーズには必ず登場していた戦隊メンバーのバイクに相当するものとして、本作品では個人用の移動手段としてカート「スピーダーマシン」、中盤からはスポーツカー「ペガサスサンダー」とバギー「ドラゴンクルーザー」が登場している。
後者は企画段階で物語後半に登場させる予定のあった巨大ロボを「すべて車のロボットでは視聴者の混乱を招くのではないか」という意見もあって見送った代わりに出された案であり、これに伴い、巨大ロボの数が多かった前作に比べ、本作品での巨大ロボの総数は4体に留まっている。
それまで何らかの形で取り入れられてきた、スーパー合体などを始めとするロボ同士のギミックは一旦排されている。一方で合体前のビークルがロボ形態にも変形するVRVロボや後年の作品に多く見られるマルチ合体の走りである天下の浪速ロボスペシャルなどといった画期的な試みも行われた。

### 作風
不条理なギャグや、スーパー戦隊シリーズのセルフパロディが盛り込まれたシュールな物語が展開される。この従来とは異なるコミカルな味付けの作風には、本作品が『秘密戦隊ゴレンジャー』から数えて20作目であることから、同作品にオマージュを捧げる意味合いも込められていたという。
東映プロデューサー（当時）の髙寺成紀は旧態依然とした制作現場に危機感を抱いており、子供たちに視聴してもらうにはどうすべきか検討した結果、「当時の特撮番組より視聴率を獲得していたアニメがバトルものよりコメディタッチのものが多かったことに着目した」と述べている。
キャラクターデザインを手がけた野崎明は企画の打ち合わせに出席した際「今までにないギャグ戦隊にしたい」と髙寺が熱心に語っていたことを、後年のインタビューにて述懐している。
メインライターの浦沢義雄はそれまでスーパー戦隊シリーズに携わっておらず視聴したことがなかったため、自分好みのテイストを出しつつ、初めて手掛けるヒーローものに張り切っていたと述べている。
テレビ朝日プロデューサーの梶淳は「かねてから東映不思議コメディーシリーズに着目しており、その良い部分を戦隊に取り込みたい」と考えていたという。
オープニングのタイトルコールおよび作中での名乗りの際の言い回しも特徴的であり、「カ〜〜〜レンジャー！」と「カ」と「レ」の間を極端に伸ばして「レ」にアクセントを置く言い回しを行うという斬新なものとなっている。この演出は当初の予定にはなく、第1話の試写を見たスタッフが「（普通の名乗りでは）クセがなく印象に残らない」と判断して、台詞の再録を行った結果誕生したものである。
本作品では主人公の5人を「鍛え抜かれた戦闘のプロ」「生まれもっての特別な戦士」ではない等身大のヒーローとして描いており、会社員である5人の給料についての会話など、作中の随所においてこうした要素がちりばめられている。1990年代以降のスーパー戦隊シリーズとしては珍しく、一部の例外を除き、ヒーローの正体が敵に知られていない設定となっており、ヒーローの変身後の姿こそが本当の姿と思われている描写もなされている。

### 技術面
1996年4月5日放送分（第6話）から、同時期に放映されていた『ビーファイターカブト』と共に送出マスターがそれまでのテレシネしたポジフィルムとシネテープをミックスした1吋C-TYPEアナログVTRからネガテレシネ（ファイン・ネガ・ビデオシステム）によるD-2デジタルVTRに変更された。
それと同時にOP・ED・予告のみ、シリーズ初のステレオ放送となった。これを受けて、スタッフ・キャスト・劇中テロップのクレジットが一部の回のみフィルム焼付けではなく、ビデオ合成の形に変更された。
本作品の中盤からはそれまでのビデオ合成に代わって、デジタル合成が新たに導入され、第32話ではその技術をふんだんに活かし、巨大ロボのボディ上での等身大アクションシーンが描かれている。監督の田﨑竜太は「1話につき1、2カットしかデジタル合成を使えなかったため、毎回効果的な入れ方を考えていた」と述べている。
テロップの書体にはゴナの斜体が利用されている。

## あらすじ
宇宙中を暴れ周り、狙った星を超豪華花火にして爆破してしまう宇宙暴走族ボーゾックが地球からはるか遠く離れたハザード星に襲来し、滅ぼしてしまった。
脱出に成功したハザード星人の少年・ダップは母親が死の直前に語った星座伝説の戦士カーレンジャーがいるという惑星「地球」に向かい、ボーゾック打倒を誓う。一方、ボーゾックもまた、次なる暴走の舞台を惑星チーキュ（＝地球）に定め、手始めにニッポンポン（＝日本）を襲うことに。
ダップが辿り着いたのは小さな自動車会社ペガサス。彼はここで働く5人の若者に素質を見出し、自身の力であるクルマジックパワーをはじめ、あの手この手でカーレンジャーに変身させていく。最初は乗り気でなかったものの、ボーゾックの本格的侵攻を目撃した5人はカーレンジャーとしてボーゾックと戦う決意を固める。
そこまでは良かったのだが、5人はその後も「安月給の上にカーレンジャーまでやらなければならない」ことへの不満を垂れ流したり、個人的な理由で出撃をためらったりとどうにも統率が取れない。一方のボーゾックも、観光気分で日本を訪れたり、地球侵攻以外の個人的な用事を優先したり、時にはカーレンジャーと交流を持ったりと、どことなく気の抜けた戦いが繰り広げられていた。
そして、宇宙で交通違反の取り締まりにあたっていたポリス星の警察官・シグナルマンも地球に赴任する。交通ルールを異常に重視する彼は、カーレンジャー・ボーゾック双方にとって時には力強い味方、またある時には大迷惑な存在として見られるようになった。
そんな戦いの様子を見ていたボーゾックのスポンサーこと暴走皇帝エグゾスは、彼らの間抜けな戦いぶりに業を煮やして表舞台に姿を現し、宇宙ハイウェイ建設のためにチーキュを排除すべく、ボーゾックの指揮を執り始める。カーレンジャーはエクゾスの地球爆破計画を阻止するため、宇宙に眠っていた伝説の車「野生の車」や、ダップの父・VRVマスターの力を借りてパワーアップを図り、エクゾスに立ち向かう。

## 登場人物

### 激走戦隊カーレンジャー
全員が自動車会社ペガサスの社員。ハザードの正義の星座に選ばれて、カーレンジャーになった。一見するとヒーローとは程遠い能天気ぶりだが、やるときはやる。
5人の苗字の頭文字をそれぞれ並べると「じどうしゃ」となる。
決め台詞は「戦う交通安全！激走戦隊！カ〜〜〜レンジャー！」。
陣内 恭介（）
1973年10月10日生まれ。23歳。ペガサスではテストドライバーを担当。基本給は税込みで19万3千円。左利き（ただし、バッティングは右打ち）。カーレンジャーのリーダー。
元はレーサー志望ゆえに優れたドライビングテクニックの持ち主で、その腕前は野生の車のペガサスサンダーを乗りこなしたほど。ペガサスにおいては、会社が町工場レベルの規模なことから、テストドライバーの仕事には恵まれず、修理を終えた車の試運転や代行運転、雑用係が主になっている。
マイペースな性格で、サボり・居眠りの常習犯ではあるが、実態は車に対する思い入れや愛着が人一倍強い熱血漢でリーダーの自覚や責任感も強い。その性格がいい方向へ暴走した結果、敵に奪われ操られていたRVロボに単身乗り込んで奪還したこともある。同期入社の実とは漫才コンビ状態で主にツッコミ担当。
食事はカツ丼が定番で、作中でもよく食べる姿が見られた。
後にゾンネットにレッドレーサーとしての姿を惚れられたが、恭介が変身した姿であることまでは知られておらず、ゾンネットをはじめとするボーゾック幹部からは正体が発覚するまで「サル顔の一般市民」と認識されていた。
アクセルキーのキーホルダーはスーパーカーのエンブレム。
レッドレーサー
陣内恭介が変身する戦士。
剣技と体当たり攻撃を得意とする。メンバーで最も運動能力や戦力のバランスが取れている。

土門 直樹（）
1979年5月12日生まれ。17歳。ペガサスではカーデザイナーを担当。基本給は5人の中で一番高い21万円。眼鏡を着用することもある。おしゃれ好き。
デザイナーとしての芸術的センスは大手メーカーからも引き抜きの声がかかるほどだが、天馬の意向により、実際の車としては作ることは出来ていない。そのため、恭介同様に雑用が主になっている。
温厚で口調も穏やかだが、誰に対しても「さん」付けで呼んだり必要以上と思える丁寧な言葉遣いをし、語尾には「でございます」を付ける。基本的に、一人称は「わたくし」。例外として、LLオネネに付けられた鉢巻きで性格が変化した際や、宇宙生物ビーガーを狙うCCパッチョーネに対して怒りを露にした時など、荒い口調で話す場面もあった。
恭介や実とは逆に女性が苦手な超純情かつ繊細で、綺麗な女性に話しかけられるとうろたえてしまう。
食事は牛丼が定番で、作中でよく食べていた。
家族は幼少時の回想内で母親が登場したことがあり、当時の直樹は母親に反対されて、捨てられた動物を助けられなかった。そのことが、トラウマになっており、かわいそうな生き物を放っておけずにいる。
アクセルキーのキーホルダーは鉛筆型。
- 演じる増島愛浩は、企画書を読んだ段階ではキャラクターをつかめなかったが、監督の小林義明からセリフの後ろに「ございます」をつけるよう指示され、お坊ちゃんという人物像がつかめたという。

ブルーレーサー
土門直樹が変身する戦士。
身軽で素早い体操選手のように動き、キック技で戦う。冷静な判断力を持つ頭脳派の戦士でもある。

上杉 実（）
1972年3月2日生まれ。24歳。ペガサスでは営業担当。基本給は17万8千円。
営業という職業柄、メンバーの中では唯一ジャケットとネクタイを着用している。カーレンジャーのサブリーダー。
大阪出身であり、話し方はバリバリの関西弁。毎年神社に優勝祈願するほど熱狂的な阪神タイガースのファンでもある。自宅には大量のタイガースグッズがある。
ポジティブ思考で陽気な三枚目でそそっかしい性格から失敗が多く、すぐ敵に騙されるなどなどカーレンジャーに関することで大きなミスを犯してしまうことさえあるため、恭介と対立して自ら「新リーダー」を名乗った際も、誰も付いて来なかったなど年上の威厳は皆無に近い。一方で自分の失敗の責任は自分で取ろうとするなど、責任感の強い一面も持ち合わせている。同期入社の恭介とは漫才コンビ状態で主にボケ担当。また、人情派で涙もろい。
好物は鰻だが、幼少時代に鰻を釣った時に雷に打たれたことがある。それが原因で雷がトラウマになるが、ダップが購入した、アマゾン産電気鰻を食べて克服した。また、食事は中華丼が定番で、劇中でよく食していた。
レッドレーサーに惚れたゾンネットのことを敵と承知しつつ「結構いい女や」と言ったり、カーレンジャーファンとして接近してきたラジエッタに大喜びするだけでなく、シグエ相手でもデレデレするなど、女好き。
アクセルキーのキーホルダーは交通安全のお守り。
- 関西弁でしゃべるという設定は、演じる福田佳弘が大阪出身であることから取り入れられた。台本では関西弁が間違っていることが多かったためほぼ福田のアドリブとなっていたが、その後のアフレコでは何を喋ったか忘れることも多く、途中から何を喋っても言いようあまり口を空けずに演技するようになった。阪神ファンという設定も同様で、第40話での実の自宅にある阪神グッズは、福田の実家から取り寄せたものである。

グリーンレーサー
上杉実が変身する戦士。
パワーに優れ、コミカルな動きで敵を翻弄し、強烈な攻撃を放つ。

志乃原 菜摘（）
1977年2月23日生まれ。19歳。ペガサスではメカニック（整備士）を担当。基本給は20万2千円。
伝説のスパナ片手にどんなメカでも直したり、ばらしたりする腕前を持ち、安全ピンだけでアクセルチェンジャーを修理したこともある。恭介と直樹に仕事が回ってこないため、実質的に社内の仕事はほぼ彼女がこなしている状態であり、周りからの信頼も厚い。
面倒見がよい姉御肌で直樹のことを弟のように非常にかわいがっており、また、子どもっぽい洋子にアドバイスを行うこともある。またメンバーの中では一番の常識人であり、実が新リーダーを名乗った時には、直樹と洋子は実ではなくて彼女についたということもあったが、直樹を無理矢理弟にしようとするなど、時折見せる暴走の度合いは他のメンバーにも引けを取らない。しっかり者だが繊細な面もあり、怒らせると怖い。温泉好き。
ゾンネットがレッドレーサーに送ってきたラブレターを読み、それが敵の策略などではなく本音であることを感じ取り、恭介に「ヘタに断ってはいけない」と忠告したこともある。
幼いころに修理好きの近所のおじいさんと親しくなって、おじいさんからスパナをもらったことでメカニックの道へと進んだ。そのスパナ（宇宙伝説ではどんな修理もこなせるスパナ）がMMシューリスキーに奪われた時に落ち込んで戦えなくなってしまったこともあった。
アクセルキーのキーホルダーはハート型。
- 演じる本橋由香は、自身とは正反対の役作りをしたと述べている。

イエローレーサー
志乃原菜摘が変身する戦士。
メカニックらしい器用さで相手の弱点を正確に攻める。

八神 洋子（）
1977年12月8日生まれのいて座。19歳。ペガサスでは経理担当。基本給は本人曰く、20万とちょっと。
自動車会社に勤務しているとは思えないほど、メカが苦手だが、仕事柄、お金に細かい。ダンスが得意。
精神年齢では直樹より幼く、乙女チックで甘えん坊気質。その上、泣き虫で極度の方向音痴だが、怒らせると怖い気の強さや仲間思いの健気な面もある。5人の中では、マスコット的存在。
好物はスイーツだが、そのこともあって、自身の体重を極度に気にしている。そのため「数値」を操るPPラッパーが悪事を働いた際、洋子の体重計をも操ったと誤解された末に倒されている。
劇中では、ビキニ姿を2種類披露したこともある。
アクセルキーのキーホルダーはクマのマスコット。
ピンクレーサー
八神洋子が変身する戦士。
女性らしいしなやかな動きを用いるが、怒るとパワーを発揮する。
- 名乗りの際のポーズはスーツアクターの中川が考えたもの。

### ハザード星人
ダップ
ハザード星人の少年。☆29年31月7日生まれ。14歳。故郷のハザード星をボーゾックに花火にされて滅ぼされた。母の死ぬ間際の言葉を頼りにクルマジックパワーを習得、星座伝説を元に地球に降り立ち、ペガサスの5人を半ば無理矢理カーレンジャーにする。
「クルクルクルマジック」と唱えると魔法が使える他、高速移動が可能。複数のワンパー程度なら素手で倒し、ゼルモダと交戦しても倒される演技をする余地を残すなど、単体でもそれなりに戦える。ハザード星のにおいがすることからドロップが好き。
本作品における指揮官的存在だが、年齢が年齢だけに基本的に子供っぽい。語尾に「だっぷ」を付けるのが口癖で、中盤以降はそれが顕著となっていった。また、本作品に登場する宇宙人が地球のことを「チーキュ」と発音するのに対し、ハザード星人の彼と父親（VRVマスター）だけは「地球」と呼んでいる。もっとも決して日本語が堪能というわけではなく、シグナルマンの身勝手な行動に激昂する恭介を「みぃみぃみぃ」と宥め、菜摘にツッコまれる一幕もみられた。普段は、ペガサスの工場裏にクルマジックパワーで作った亜空間秘密基地に潜んでいる。
ハザード星人の習性上、冬季には冬眠しなければ生きて行けない体質だが、地球の環境や時期のせいか、ダップは夏の終わりごろから眠ってしまった。
当初はカーレンジャーになることに乗り気でなかった5人には、その後も戦士としての気構えが不十分なことからしばしば手を焼かされ、連戦連勝で気が緩んでいた5人を諫めたり、オーレッドをさらわれる醜態をさらした5人に激怒し、特訓を課した三浦参謀長に厳しく指導するよう進言したりしている。とはいえ様々な経験と戦いを通じ、5人とは強い信頼と友情で結ばれていく。
最終決戦後には再会した父と共にビクトレーラーで宇宙へ旅立った。
当初はハザード星の服を着用していたが、物語中盤よりバスケのユニフォーム（背番号は23番）を基調とした服装に変更。またいずれの服装においても黄色いマフラーを巻いている。最終回でVRVマスターと共に旅に出た際には元の服装に戻る。
後日談に相当するビデオ『電磁戦隊メガレンジャーVSカーレンジャー』では父を置いて、再び地球に戻って5人と再会した（その際、服装はバスケのユニフォームとなっている）。
- 目と口の開閉ギミックはラジコンによるもので、モーター音によって外部の音は聞こえにくいという。第18話の全裸状態の首から下のスーツは新規造形で、それを受けて夏衣装は半袖半パンとなった。

VRVマスター
第29話から登場。ダップが冬眠中に登場した、黒いマスクとスーツを纏った宇宙の一匹狼。
性格はクールで飄々としており、何を考えているのかよく分からない。地球においては、パチンコをした後にところてんを食べて、床屋さんに行くという生活をしており、パチンコの景品は大抵好きなドロップに変わる。やたらと格好のつけた臭いセリフを吐き、そのセリフの最中も含め、手の甲を向けたVサインをする癖がある。
正体はダップの実父で、わけの分からない独自の宇宙美学を追究するあまり、ブラリと旅に出ては長く家を空ける習性のある、気まぐれな風来坊だった。そのため妻（ダップの母親）にも、ほとんど諦められていたらしい。
ある時、久しぶりに旅から帰ってみると既にハザード星はボーゾックに花火にされ消滅してしまったことを知り、失意のうちにあてもなく宇宙をさまようようになり、その後自称「敵か？味方か？宇宙の一匹狼」と称するようになる。そんな中、息子・ダップの生存とカーレンジャーの噂を耳にし、ダップが眠ってしまうことによるカーレンジャーのピンチを予期。急遽VRVシステムを完成させ地球に飛来、ペガサスの地下にビクトリードックを設けた上で、予想通りピンチに陥っていた彼らにVRVシステムを授けた。マスクとスーツを纏っていたのも、こういった経緯からダップに対して負い目があり、ダップを支えていたいものの顔を合わせ辛いという気持ちから名乗らず、ダップが敵に捕まり救出に赴いた際にはダップでなければ正体を見抜けない言動に終始していた。カーレンジャーはその救出後に正体を知った。
コーヒー牛乳が大好物で、放浪時代は朝から晩まで浴びるように飲んでいたため、ハザード星人であるにもかかわらず冬眠しない体質になってしまった。コーヒー牛乳のフタを武器として使う“シュラシュシュシュ”なる遊びをダップに教えていた。
ダップが冬眠から目覚めた際の回想シーンでヘルメットを外した姿が初登場し、息子であるダップ似の容貌であることが明示された。後に前述した言動から、ダップもその正体に気付くこととなる。最終決戦後には、ダップと共に宇宙へと旅立ち、ヘルメットとスーツも脱いでいた。
- 声を担当した小林清志のキャスティングは、プロデューサーの髙寺成紀によるものとされる。

### ポリス星人
シグナルマン
第12話より登場。ポリス星からやってきた宇宙警察官。フルネームはシグナルマン・ポリス・コバーン。ボーゾックを逮捕するため、妻子を故郷に残し地球に単身赴任してきた。一人称は「本官」。地球を「チーキュ」と発音しレッドレーサーに突っ込まれたが最後まで変わらなかった。
武器は、通信機・電磁警棒・銃に変形する万能ツールシグナイザー。左腕にはサイレンダーを遠隔操作するシグコン・ギアを装備。愛車はポリスピーダーというバイク。ジャンプして多数の敵を蹴るシグナルキックという技も用いる。銃の早撃ちも宇宙で第3位のタイムを持つ。
平和と正義を愛しているため、頑固者かつ融通が利かない性格で、その点では宇宙でもかなり有名。さらに交通ルールを異様に（ガイナモいわく宇宙一）厳守する交通安全体質で（ただし空は管轄外らしい）、宇宙でもルール（特にスピード違反）を守らない者に対してはたとえカーレンジャーであっても容赦しないため、ボーゾックの追跡が遅れてしまうことやそのまま見失ってしまうことすらある。「本官の許可なく○○するな（するんじゃない）」が口癖。一方で宇宙お笑い選手権『宇宙お笑い君こそスター誕生』に出場して4週間勝ち抜いた、と自称したこともあるなどくだけた一面もある。歌も上手であり、それを活かして事件を解決したこともある。妻・シグエ、息子・シグタロウを愛する家庭的な心優しい父親でもあり、息子と同じくらいの年頃の市太郎には息子の面影を見ていることから、市太郎とはとても仲がよい。
また、非常に目立ちたがりでもあり、彼抜きでロボ戦が始まると、大抵「本官の許可無く勝手に戦うんじゃない!」などと言って、サイレンダーで割り込んでくることもしばしばである。ひどい時には彼の乱入によって、それまで優勢だったカーレンジャーが敵に反撃されて追い込まれてしまうこともあった。
移動交番コバーンベースで活動しているが、裏通りの橋の上や資材置き場脇の歩道など、人通りのない辺鄙な場所にばかり設置する上、本人はそのような場所に人があまり通らないことを自覚していないので、誰も通らないことをよく嘆いている。さらには以前取調べをしたリッチハイカーの顔を覚えていなかったという、やや記憶力に乏しい面もある。その一方では仙台や名古屋で交通安全講習を開催していたと語る場面もある。
職務には忠実だが、カーレンジャーの足を引っ張ってしまうことも少なくないため、彼らからはしばしば邪魔者扱いされることもあり、一度ダップから「（シグナルマンは）当てにできない」と酷評されたこともある。
変身前のカーレンジャーの面々ともよく会っているが、彼もまたボーゾックと同様に終盤までカーレンジャーの正体が地球人であることを知らなかった。
物語中盤、シグタロウと運動会の二人三脚に出場するという約束を果たすためにポリス星へ帰る。その後エグゾスの策謀に嵌り、ポリス星で洗脳作用のある5色の排ガスを吸ってカーレンジャーを憎むよう洗脳されボーゾックと手を組むが、サイダーを飲んで排ガスをゲップで吐き出し正気に戻った後、そのまま地球へ残留。エグゾスとの最終決戦までカーレンジャーと共闘することとなる。ボーゾック解散後には地球での任を終了し、ポリス星に帰還して警部補になるため、試験勉強を始めた。
作中でもエグゾスがダップのことを6人目のカーレンジャーと呼ぶなど、カーレンジャーとは別の存在として認識されている一方、小学館から発売された関連誌に掲載されている公式設定では、シグナルマンを完全なる6人目の戦士として扱っている。
- 当初は信号がデザインモチーフであったため、赤黄青の3色ランプが顔に施されている。宇宙の暴走族という敵の設定のため、白バイ警官のようなキャラクターという発案が発展したものとなっている。

シグエ
シグナルマンの妻。頭の3方に信号が付いている。夫と同じく警察官であり、交通ルールには非常にうるさい。
シグナルマンの回想場面で初登場した時には頭部以外は通常の衣服だったが、後に再登場した時にはシグナルマン同様の青いボディになっている（シグタロウも同様）。

- デザインは阿部統が担当した。

シグタロウ
シグナルマンの息子。腕白だが単身赴任中の父・シグナルマンが大好き。
物語中盤では、エグゾスの洗脳ガスで喘息にかかったものと思いこまされたが、後にカーレンジャーが送ったサイダーによって洗脳ガスを吐き出し、無事に回復した。
- デザインは阿部統が担当した。第38話でシグナルマンがPPチープリによって幼児化した時には、シグタロウのスーツにシグナルマンの頭が替えられたものになった。

### 天馬家
天馬 市太郎（）
総一郎の息子。工場によく遊びに来るため、5人とは仲がいい。シグナルマンとも仲が良く、時々コバーンベースで留守番したり一緒に「勤務」することも。ませた性格で、女の子に関しては恭介よりも積極的。だが時には5人を励ましたりもしていた。
グラッチに地球の食べ物を教えたことが、ボーゾックが芋羊羹を食べると巨大化することを知るきっかけとなった。
物語終盤、クルマジックパワーの封印によりカーレンジャーの変身が解ける瞬間を目撃し、彼らの正体を知った。

天馬 総一郎（）
株式会社ペガサスの社長。市太郎の父親。
恭介に言わせれば皆をこき使う存在とのことだが、5人を旅行に連れて行くなど、基本的にフレンドリーな性格。また、カーレンジャーのサインをもらって喜んだり、自分の会社の地下に基地を作られても気付かないなど、かなりのおとぼけキャラでもある。恭介たちの「夢の車」を作ることを約束して彼らを社員として雇うが、夢の車は模型として作っただけであった。恭介と衝突することもしばしば。
第28話を最後に出演しなくなる。

天馬 良江（）
市太郎の母親であり、総一郎の妻。当初は総一郎同様かなりとぼけたキャラクターだったが、グラッチが巨大化した際に気を失ったりなど、ボーゾックに振り回されたことから異星人に対しては神経質になっており、市太郎がボーゾックにさらわれた際には、「一緒にいたせいだ」と激しくシグナルマンを叱責した。
総一郎、市太郎以上に出演回数は少なく、夫婦ともども第28話を最後に出演しなくなる。

### 芋長
芋長（）主人
宇宙人を巨大化させる芋羊羹を唯一売っている和菓子屋「芋長」の店主。
グラッチに最初に芋羊羹を売った際は500円をもらい去って行くまでは普通の客と思って笑顔で応対したが、帰っていくグラッチの後ろ姿を見てようやくその姿の異常性に気付き「変なのが芋羊羹買って行った〜」と腰を抜かしてしまった。結局慣れたのかその後は普通に売っており、ゾンネットが買いに来た時には恋愛相談にも乗っている。自分の作った芋羊羹でボーゾックが巨大化するという事実は一切知らず、ボーゾックも彼に対する扱いはそれなりに丁重。
芋羊羹には並々ならぬこだわりをもっており、自宅の床の間に飾ってある掛け軸には「芋羊羹」と書いてある。その一方で「本当はケーキ屋になりたかった」と話している。芋羊羹一個の値段は100円。
物語後半にて芋羊羹を作るばかりの生活に嫌気が差し、年齢もあって一度は芋羊羹作りからの引退を宣言するが、「芋羊羹が作られなくなると巨大化できなくなる」と慌てたボーゾックによってエグゾスの若返りパックで無理矢理若返させられてしまい、その際若い時はかなりの美形であったことが判明、混乱しつつかなり羽目を外していた。その一件が解決した後は再びやる気を取り戻し、彼の作る芋羊羹もさらに味がよくなったらしい。
芋羊羹は『電磁戦隊メガレンジャーVSカーレンジャー』にも登場している。

芋長の奥さん
芋長主人の妻で、名前は「梅（うめ）」。50年にわたり芋長主人と一緒に芋羊羹を作ってきた。
登場は第38話のみだが、登場回以外に芋長主人が「ばあさん」と呼ぶシーンがたびたびある。
ボーゾックによって若返った芋長主人が洋子と出会い、「ケーキ屋になってやり直そう」と言い出した時には、説得して思い直させた。

### その他
ラジエッタ・ファンベルト
第25話から登場。ファンベル星出身の第2王女。カーレンジャーに憧れ、はるばる地球までやって来たゾンネットの妹。14歳。
カーレンジャー6人目のホワイトレーサーを名乗るも、本当は「ティラミス・コンニャク・ミルフィーユ」の呪文を唱えて発動する魔法の力であらゆる姿に変身できるだけのただの大ファン。しかし6人目を自称するだけあってそれなりの強さも備えており、カーレンジャーの窮地を救う活躍も見せた。キャッチフレーズは「夢見る交通安全、激走少女ホワイトレーサー!」。
持っているステッキは変身前は傘に変化させることができ、そこから光の粒子を出して攻撃を行う。変身後の得意技は、時間内に彼女のなぞなぞに答えられないと爆発する爆弾を敵に投げつけるホワイトなぞなぞ爆弾。変身を解除する呪文は「ミレッタ・ハレッタ・ラジエッタ」。
初登場の際には、 SSパマーン率いる暴走戦隊ゾクレンジャー（後述）とカーレンジャーの戦闘中に乱入、当時建設中だったフジテレビ社屋を背景に変身し、必殺ホワイトなぞなぞ爆弾でゾクレンジャーを撃退。その後ゾクレンジャーに拉致されるが、総長ガイナモに変身し難を逃れるなど意外にも健闘した。頑張り屋な一面もあり、2度目の登場ではラジエッカーをリモコン操作でロボに変形して戦えるよう改造し、3度目にはさらにそれを巨大化して戦えるように改造していた。
戦いが終わり、ゾンネットがファンベル星に帰ってきてからは、彼女に見合いをすすめているが、その相手はどれも豚鼻や馬面の宇宙人ばかりを選ぶなど少々異性を選ぶセンスが悪い。
名の由来は車のラジエーターから。
- 2度目の登場となった第34話以降は演者が交代しているが、竹本昇の語るところによれば、当初は同話数の撮影にも初代の濱松恵が参加しており、一部のシーンも撮影されていたという。その後、撮影2日目を前にして濱松が急遽降板となったため、2代目の須藤実咲にオファーをかけ急ピッチで撮影が行われたものの、あまりに急な事態だったために衣装の作り直しが間に合わず、同話数では初代のそれをそのまま使用して対応、3度目の登場となった第45話にて衣装が新造されている。また、作中にてグリーンレーサーが「なんかちょっと見ん間に雰囲気変わったんちゃうか？」と、この演者の交代をネタにした台詞を口にしているが、これも当初の台本にはなく後から追加されたものである。

## カーレンジャーの装備・技

### 共通装備
アクセルチェンジャー
カーレンジャーに変身するためのアイテム。左腕に装備されている通信機としても使用可能なブレスレットのアクセルブレスとエンジンキー型のアクセルキーからなる。右手にもったアクセルキーを掲げ、「激走!」と叫び、左手にはめたアクセルブレスに差し込んでエンジンを掛ける時と同様のようにひねり、「激走・アクセルチェンジャー」と叫んで変身。
クルマジックスーツ
ハザード星の特殊繊維・プラネリオンで出来ているカーレンジャーの強化スーツ。通常は微粒子状態になってアクセルブレス内に圧縮収納されており、アクセルチェンジャー起動時、各々のレンジャービークルが飛び出す形で形成される。軽量でしなやかだが鋼鉄よりも強い。マスク部は特殊合金ステラメタルで作られており、5人の夢の車と車型星座が同じ形だったことから、夢の車＝レンジャービークルのフロントバンパーを模したマスクとなった。
地球人やボーゾックたちはおろか、多くの宇宙人たちはカーレンジャーを宇宙人だと思っており、マスクは顔、スーツは服と考えている。
- ロボ同様、マスクのデザインにはロールバーが組み込まれており、スーツの黒いラインはドアのラインやボンネットをイメージしている。

オートブラスター
右腰のホルスターに入っている自動車型の特殊光線銃。トリガーを引くと100メートル離れた場所から厚さ10センチメートルの鉄板に穴を開ける高エネルギー光弾を放つ。
オートパニッシャー
オートブラスターを変形させた形態。「シフトアップ」を合図に後部を引っ張ることで前部が上下に展開し、イオン吸収タービンが露出。命中精度は落ちるものの、吸収した空気中のイオンによってオートブラスターの20倍もの威力がある高エネルギー光弾を撃てる。
『電磁戦隊メガレンジャーVSカーレンジャー』では、ブルーレーサーたちのフォーミュラーウェポンによる飛び道具（イエローレーサーは、サイドナックルからの電撃）に合わせて、レッドレーサーはオートパニッシャーを使用した。

バイブレード
バックルに入っている剣。鍔部分に超小型クルマジックエンジンが内蔵されており、柄頭のグリップのレバーを引っ張ると超振動によって切れ味がアップするフルパワーモードになる。
バイブレードを野球のバットのように構えるブレードバッティングで、ボール爆弾を投げるHHデーオと対決したこともある。

カーナビック
第21話から登場した、カーナビ型万能アイテム。男性陣を捕虜としたAAアバンバの透明化に対抗すべく、菜摘と洋子とダップの手で開発された。後に複数個製作されており、作中ではペガサスサンダーとドラゴンクルーザーに配備された分の2つ、それにシグナルマンがポリス星に一時帰還した際にポリスピーダーに取り付けられた1つが確認されている。
- 当時普及していた後付型のカーナビをモチーフとしている。バンダイ担当者の野中剛は、玩具では液晶ゲームを搭載し、やや高めの価格帯で発売したが、他の強化アイテムに埋もれてしまい曖昧な位置づけになってしまったと述懐している。

ナビックコム
基本のカーナビ形態。捜索機能・エネルギーメーター機能・マシン自動操縦機能を備える。主にイエローレーサーが使用。
ナビックショット
攻撃用の銃形態。5キロメートル先の敵を捉え、高電圧ビームを発射する。サーチ機能を搭載しているため、姿を消した敵でも追尾して命中することができ、障害物に対しては曲折して避けることもできる。
ナビックブラスター
オートパニッシャーの後部にナビックショットを合体させた銃。オートパニッシャーの3倍の威力を発揮し、命中精度も向上している。

### ギガフォーミュラー
第2話から登場。3つの形態を持つフォーミュラーマシン型メカ。日本語で書かれた取扱説明書が付属する。ダップがカーレンジャー結成後に開発。細部の調整が済んでおらず、未完成だったが、総一郎が「5人がサボって作ったおもちゃ」だと思い込んで床に落とした際、その衝撃で完成した。
フォーミュラーマシン
ギガフォーミュラーの車両形態。移動の際に用いられる。

フォーミュラーウェポン
ギガフォーミュラーの個人武器形態。
フェンダーソード
レッドレーサー用のフォーミュラーウェポン。ギガフォーミュラーのフェンダー部分が変形したステラメタル製の特殊な剣。コンクリートを一刀両断する。
フェンダーソードとバイブレードの二刀流で体当たりして敵を切り裂くツインソード・ツインカムクラッシュも使用し、TTテルリンを倒した。
フォーミュラーノバ時は砲門の前部上部を形成。
マフラーガン
ブルーレーサー用のフォーミュラーウェポン。フォーミュラーマシンのマフラーが変形した2丁の大型銃。2,700度の超高温ヒート弾を撃ち出す。
フォーミュラーノバ時は砲門の左右部分を形成。
エンジンキャノン
グリーンレーサー用のフォーミュラーウェポン。フォーミュラーマシンのエンジン部分が変形したバズーカ砲。強力なエネルギー弾を、マッハ1の速さで発射する。命中率は、百発百中。
フォーミュラーノバ時は砲門を形成。
サイドナックル
イエローレーサー用のフォーミュラーウェポン。フォーミュラーマシンのサイドバンパーが変形したナックルガード。30センチメートルの厚さのコンクリートを打ち抜く。また、電撃を流して敵を痺れさせる。これを使用したナックルボンバーという技もある。
フォーミュラーノバ時は砲門と台車の中間部分を形成。
バンパーボウ
ピンクレーサー用のフォーミュラーウェポン。フォーミュラーマシンのバンパー部が変形したアーチェリー。2つの発射口からライトニングアローを発射する。
フォーミュラーノバ時は砲門の後部上部を形成。

フォーミュラーノバ
ギガフォーミュラーを組み換えたエネルギー砲。シャーシの上からフォーミュラーウェポンを組み替えて完成。エネルギー火球を発射する。

### ギガブースター
ブースター型メカ。第26話において、営業疲れで寝ていた実以外の4人とダップの手で開発された。完成した直後は、宅配用の箱に偽装されていたが、知り合いの赤ん坊宛のゆりかごを入れた箱と間違えた実によって、北海道に宅配便で送り出されてしまい、それを慌てて追いかけるというハプニングが発生した。
ブースターマシン
ギガブースターの車両形態。フォーミュラーマシンと同型のシャーシが使われている。
- 放送当時に発売された玩具は、ギガフォーミュラーのシャーシを使うことで再現した。

ブースタージェット
ギガブースターの飛行形態。シャーシから分離。通常はこの形態でドラゴンクルーザーに装備され、ドラゴンクルーザーの武器にもなっている。中央のビーム砲と、その脇に2門のビーム砲を搭載。

ブースターキャノン
ギガブースターのビームバズーカ砲形態。フォーミュラーノバの5倍の破壊力を持つ。レッドレーサーの「キャノンモード」を合図に変形。全員の「イグニッション」の発声でタービンが回転。ビームを発射する。
第2の必殺武器として、主に2クール目終盤から3クール目にかけて多用された。

### 技
レッドレーサー
ドライビングアタック
体をきりもみ回転させて敵に突撃する。飛び込みながらパンチを放つパターンも使用。
ピストンブロー
きりもみ回転で勢いを付け、大振りのアッパーカットを食らわす。
クルマジックパンチ
敵の装甲をも打ち砕くストレートパンチ。
ブレードライバー
バイブレードを構えて突進し、相手を貫く。
クルマジックスウィング
相手の球を赤いバットで打ち返す野球技。HHデーオのボール爆弾を破るための特訓で編み出し、宇宙ホームランとした。

ブルーレーサー
ヘアピンキック
高速回転しながらの連続回し蹴り。
ハイパーヘアピンキック
空中から体を斜めに倒しての連続飛び回し蹴りで敵を蹴り下ろす。
バック転ヘアピンキック
宙返りしながら敵を蹴り上げる。
パッシングフラッシュ
頭部のライトから放つ閃光。ドラゴンクルーザーのライトと同時に放つこともある。
激走カーウォッシャー
水と木の葉で、相手の身体についた毒物を一瞬で洗い落とす。NNネレンコの高カロリースプレーで太ってしまった仲間たちのスプレーを洗い落とすために使用。

グリーンレーサー
ピットインダイブ
地面にうつ伏せになった状態から地面を滑走するように突進する。
グリーンレーサー浪花蹴り（）
空中できりもみ回転しながら両足でキックする。
スクランブルチョップ
ジャンプで敵に突撃して決めるダブルチョップ。

イエローレーサー
チェッカーチョップ
空中からの高速回転チョップで敵の弱点を攻撃する。
ブレードアロー
バイブレードを勢いよく投げつける。
激走メカニックばらし
スパナ1本で、猛スピードで走る敵マシンを一瞬のうちに分解する。

ピンクレーサー
ホイルスピンキック
素早く前転しながら敵を蹴り上げる。
ホイルスピンシールド
空中で高速前転して敵の攻撃を跳ね返す。
ピンクバクダンパンチ
怒りを込めた強烈なアッパー。
ピンクジャイアントスウィング
敵の足を掴んで振り回して遠くへ投げる。
ピンクフライングアタック
しなやかに飛び、敵に素早くクロスチョップを放つ。
バイブレードおかえしワイパー
バイブレードをワイパーのように高速で左右に振り、毒ガスなどを跳ね返す。
ピンクヒッププレス
全体重をかけ、お尻で敵を押しつぶす。
クルマジックニーキック
高速で放つ膝蹴り。

共通技
クルマジックダッシュ
時速120キロメートルで走行する。
合同技
アクセルキック
数人で同時にキックを放つ。
クルマジックチャンピオンキック
5人同時に飛び蹴りを放つ。
激走チャンピオンブレード
5人がバイブレードを構えて突進し、相手の弱点めがけて刃を突き立てる。
カーレンジャー・クルマジックアタック
5人が突進しながら光と化して一つに固まり、体当たりする。最終回で使用。

### スピーダーマシン
ダップがクルマジックパワーによって作ったカーレンジャー各人専用の小型の高性能マシン。各人毎のパーソナルカラーが施されており、レンジャービークルのコクピットにもなる。ステラメタル製のボディで、クルマジックエンジンを搭載する。
『電磁戦隊メガレンジャーVSカーレンジャー』での等身大戦では、レッドスピーダー1のみが使用された。
- バンダイ担当者の野中剛は、当時のミニ四駆ブームを意識して動力玩具を発売することを想定したマシンであったと述べている[63]。しかし、玩具の試作品は速度が出過ぎ発熱・発火の可能性もあったため、電圧を下げた結果、発売された玩具は当初の想定よりも遅いスピードとなったという[63]。

レッドスピーダー1
レッド用スピーダーマシン。フロント部には1秒で15連射可能なスピーダーガンを装備。
ブルースピーダー2
ブルー用スピーダーマシン。武器を持たない代わりに、最高速度は5機の中では最大。
グリーンスピーダー3
グリーン用スピーダーマシン。フロント部分の両サイドにスピーダーミサイルを装備。
イエロースピーダー4
イエロー用スピーダーマシン。バンパーの両脇にローラー型カッターのスピーダーカッターを装備する。
ピンクスピーダー5
ピンク用スピーダーマシン。車体後部にウイング型探知機のスピーダーレーダーを装備。

### 野生の車
意思を持った自動車型機械生命体であり、誰も乗りこなすことのできなかった銀河に伝わる伝説の車。織姫と彦星からの苦情が原因で、隕石に閉じこめられていた。宇宙空間では自在に走れるが、ドラゴンクルーザーは大気圏内では飛べない。
第20話でボーゾック一の発掘野郎・WWワリッチョの手で封印を解かれて地球へ降り立ち、捕獲しようとするワリッチョとカーレンジャーとの戦いの中でカーレンジャーに力を貸すようになった。名前は2台とも、伝説に因んでカーレンジャーのメンバーが名づけたものである。車自体が意志を持った生命体ゆえに、カーレンジャーの味方となった後には仲間として認めており、落ち込んだイエローレーサーをドラゴンクルーザーが傷つきながらも動いて激励したことがある。どちらも助手席にカーナビックを装備する。
ペガサスサンダー
スポーツカータイプの赤い車で、その走りは天馬のように優雅だという。地上走行形態のランドモードから飛行形態のスカイモードに変形することができる。レッドレーサーとピンクレーサーが搭乗し、運転はレッドレーサーが行う。自分を乗りこなした恭介のことを認め、仲間になった。
屋根にビーム砲ペガサスレーザーを装備。飛行時に全砲門からビームを一斉射撃するペガサスファイナルバーニングを必殺技としている。
戦闘以外の場面で使われることもあり、クリスマスの際にはレッドレーサーとダップが乗り、ダップのクルマジックパワーで作った雪を降らせた他、自動車たちがバリバリアンに家出しようとした際には、これを送り返すためレッドレーサーとシグナルマンが搭乗、シグナルマンが「ふるさと」を歌い自動車たちを送り返した。この他レッドレーサーとピンクレーサーが買い物の際に使用したこともある。
ベースはシボレー・カマロ。
ドラゴンクルーザー
ジープタイプの青い車で、その走りは竜のように力強いという。ブルーレーサーが運転を行い、グリーンレーサーは荷台に乗り、イエローレーサーは助手席に座る。ボーゾックに囚われた自分を助けるために奮闘した直樹の姿に心動かされ、感動の涙を流しながら、カーレンジャーの仲間になると決意した。
車体前部にウインチドラゴンクローを装備。運転席上部にフォーミュラーノバやブースタージェットを装備することもできる。車体上部の強力砲からは、ボンバー・ノバを放つ。
ブルーレーサーの他にも、グリーンレーサーやイエローレーサーが運転したこともある。
ベースはジープ・ラングラー。

### レンジャービークル
第5話から登場。巨大化できるようになったボーゾックに対抗すべく、カーレンジャー5人の「夢の車の模型」をカーレンジャーとダップが力を合わせてクルマジックパワーで実体化して巨大化させた巨大なRV車型戦闘用ビークル。カーレンジャーがスピーダーマシンごと搭乗する。クルマジックエネルギーで動くため、排気ガスは出さない。ボディはクルマジックメタル製。全て四輪駆動。発進の指示はダップを通じて行われており、ダップが冬眠に入った際は発進できず、ダップがボーゾックに攫われて不在となった際は、ビクトリードックから直接発進している。
- グリーンビークルとイエロービークルは当時流行していたポップアップルーフが付いたキャンピングカーがモチーフで、RVロボの合体時には起き上がって爪先となっている[68]。
- 野中は、同じ自動車モチーフである『高速戦隊ターボレンジャー』のターボロボが個別のメカのサイズにばらつきがあったことから、レンジャービークルのスケール感を統一したと述べている[63]。また、ターボロボとの差別化として、走りながら合体できることをセールスポイントとしている[63]。特撮監督の佛田洋は、合体シーンの撮影では綿密な打ち合わせを行っていたと述べている[69]。

レッドビークル
レッド用クーペ型レンジャービークル。
ライトからペガサスレーザーを放つ。走行中にRVロボの顔を出して喋らせることも可能。
RVロボの頭部・胸部を構成。
ブルービークル
ブルー用ピックアップ型レンジャービークル。
上のライトからレグルスフラッシュ、前のライトからはレグルスビームを放つ。
RVロボの腹部・大腿部を構成。
グリーンビークル
グリーン用ミニバン型レンジャービークル。
ライトから敵のマシンを狂わせる機能を持つショックビームとプレアデスウェーブを放つ。
RVロボの右足を構成。
イエロービークル
イエロー用SUV型レンジャービークル。
ライトから故障した味方のマシンを修復する効果を持つミラシャワーを放つ。
RVロボの左足を構成。
ピンクビークル
ピンク用ステーションワゴン型レンジャービークル。
ライトからシリウスレーザーというレーザー探査光を放ち、敵や弱点を見つけ出す。初合体の際には左右に分離しての回避や、エアバッグの展開といった機能も披露している。
RVロボの両腕を構成。

### VRVマシン
第30話でVRVマスターが戦士に合わせて作られ、カーレンジャーに与えた巨大な「働く車」。VRVマスター曰く「絶対に勝つことを約束されたマシン」であり、レンジャービークル以上の戦闘能力を持つ。装甲材質やエンジンなどは明らかになっていない。
コクピット右側の赤いスイッチとファイターチェンジを合図に人型の中型ロボ形態のVRVファイターに変形。
VRVファイターとしての初戦では、VRVマスター指導のバレーボールを活かし、改造ブレーキングの砲弾を逆に利用してのバレーボール戦法を披露。またファイヤーファイター以外の4ファイターによるビクトリーツイスター・ファイターバージョンを使用したこともある。
Vファイヤー
レッド用消防車型VRVマシン。
後ろ上部の左右に装備されている放水ノズルリキッドディスチャージャーは岩をも砕く強力放水を放つため、攻撃にも使える。
VRVロボの頭と胸を形成。
ファイヤーファイター
消防士型VRVファイター。
全身に炎を纏ったファイヤーアタックを必殺技とする。山火事を消火した際、巨大消火器を用いたこともある。

Vポリス
ブルー用パトロールカー型VRVマシン。
全マシン中最速で、体当たり攻撃のポリスアタックを行う。
VRVロボの腹と大腿部を形成。
ポリスファイター
警察官型VRVファイター。
得意技はポリスキックとファイター形態で胸から破壊音波を放つポリスサイレンソニック。山火事を消火する際には、レスキューファイターと共に巨大メガホンを使って避難勧告を行ったこともある。

Vダンプ
グリーン用ダンプカー型VRVマシン。
100トンの荷物を積載するパワーを持つ。攻撃時には荷台から大量の鉄球を転がして敵を転ばせる。
VRVロボの右足を形成。
ダンプファイター
工事員型（アメリカンヘルメット装備）VRVファイター。
全ファイター中最高のパワーを誇り、パンチを主体としている。山火事の際にはドーザーファイターと共に岩同士をぶつけ、粉々になった砂で鎮火したこともある。

Vドーザー
イエロー用ブルドーザー型VRVマシン。
普段はレーシングカーのような形状をしており、車体の後ろ上部に装備されている二本一組のバケットを展開することで、倒壊するビルを受け止めたり、障害物の除去を行う。
VRVロボの左足を形成。
ドーザーファイター
工事員型（安全ヘルメット装備）VRVファイター。
ダンプファイター同様にパワーに優れるが、パンチ主体のダンプファイターに対して、ドーザーファイターはキックを主体としている。

Vレスキュー
ピンク用救急車型VRVマシン。
最大20人の負傷者を収容可能。車体上部に巨大注射器を装備しており、麻酔を注射する。
VRVロボの両腕を形成。
レスキューファイター
救命士型VRVファイター。
戦闘能力では他のファイターに劣るものの、器用さに優れることから爆弾解除や避難誘導に適している。

ビクトレーラー
VRVマシン搬送用超巨大トレーラー。第30話から登場。
トレーラー形態のキャリアーモード（キャリアモード）からロボ形態のバトルモードに変形するが戦闘用ではなく、ロボのパーツとなるマシンを運ぶ母艦。先頭車の後に連結された車輌二台が続き、それぞれがコンテナ車であり、1号車にVファイヤー、2号車にVレスキューとVダンプ、3号車にVポリスとVドーザーを格納。東京ドームの地下から発進する。VRVマスターが乗り込み、指揮を執ることもある。動力源や材質は不明。
3号車上部に据え付けられ、ロボット時には両腕になるVバルカン（右側）とVバズーカ（左側）がVRVロボの主要武器になる。これはVRVロボ以外が使用することも可能でRVロボがVバズーカを使用したり、前述のレッド以外のVRVファイターが4体で持って使用した。
バズーカの先端にクローのようなパーツがあり、DX玩具でもクローモードにできる他、VRVマシンの代わりにレンジャービークルを搭載することもできる。

### 巨大ロボ
RVロボ
第5話から登場。5台のレンジャービークルが激走合体した巨大ロボ。ブルービークルを中心にピンクビークル→グリーンビークル・イエロービークル→レッドビークルの順で合体。頭部のコクピットに移動したカーレンジャーの「バトルモード・チェンジアップ」の合図とアクセルキーの挿入により人型ロボットに変形した後、背後に「RV」の文字を浮かばせながら「エンジン快調 RVロボ」と発する。スピード面では「アクセル全開」の掛け声と共に高速滑走を行うこともできる。カーレンジャーのロボは、クルマジックパワーを持つ者しか操縦できず、遠隔操縦では6割程度の出力で動ける。
武器はレッドレーサーの操作で右拳から湧き上がった蒸気から出現するヘッドライトの鍔付き剣のRVソードとピンクレーサーの操作で出現するタイヤ型盾のラジアルシールドを手持ち武器とし、ブルーレーサーの操作で胸の5つのハイパワーランプからは光線のプラグネードスパークを発射。
基本技は、グリーンレーサーの操作で放つ右足跳び蹴りのRVロボ浪速蹴り（）とイエローレーサーの操作で放つ左足で蹴るイエロービークルキックや左足回転蹴りのイエロービークル回転キック。ピンクレーサーの操作で放つ右パンチのピンクビークルパンチ。RVソードを用いた技では、スイカのごとく縦斬りにするRV回転スイカ割り、分身魔球を跳ね返す秘打激走返しを使用。ラジアルシールドを投げつけるRV円盤なげも使用。DDドンモ戦では、激走クーリングオフや激走回転クーリングオフで通販商品を送り返した。
必殺技はRVソードを手にした状態で高速滑走を行い、そのまま急速回転して切り裂くRVソード激走斬り。エグゾス・スーパーストロング戦では、高速回転しながらジャンプして、剣を頭上に掲げ、ドリルのように刺し貫くハイパークラッシャーを使用。また、Vバズーカでスカイギギューンを倒したこともある。
ブレーキング戦で敗北・強奪された際には、クルマジックパワーを持たないボーゾックが操縦できるように巨大なバッテリー（ボーゾック乾電池）を取り付けられた状態でZZギューリーとワンパー4人が操縦して、VRVロボと戦うが、レッドレーサーの奮闘で奪還に成功した。主力の座をVRVロボに譲った後は、VRVロボが使用不能になった状況で出撃するようになるが、復帰戦であるOOバットン戦では両手足を破壊され、マリンザブーン戦では辛うじて倒しながらもエネルギー切れになり、エグゾス・スーパーストロングとの戦いでは必殺技も通用せず、戦闘不能状態にまで追い込まれた。戦い終えた後のパーティーでは修復され、VRVロボとサイレンダーと共に並んでいた。
『電磁戦隊メガレンジャーVSカーレンジャー』にも登場。
- モチーフはRV車で、膝や胸にはシルバーメッキが施されたRV車のロールバーを配置している。1992年の『恐竜戦隊ジュウレンジャー』の大獣神以来となる盾を持つ1号ロボとなっている。
- 1995年7月から施行されたPL法によって本作品のころより突起が少なくなり、ジョイント部分が太くなっている。
- 『ターボレンジャー』のターボロボが空を飛びながら合体していたことから、車のサイズを一律にし、レッドのマシンがトラックの荷台に乗り込めるようにするなど、ターボロボでは出来なかったことなどに挑戦している。
- 野中は、『ターボレンジャー』のターボロボの問題点としてプロポーションの悪さを挙げており、RVロボではピンクビークルの変形により肩幅が広くなるよう調整している。

VRVロボ
第31話から登場。5台のVRVマシンまたは5体のVRVファイターが必勝合体した巨大ロボ。コクピット左側の青いスイッチを押すことで合体システムが起動。合体完了後、「エンジン絶好調 VRVロボ」と発する。 VRVマスター曰く「必ず勝つことを約束されたロボット」で、RVロボ以上の破壊力とパワーを誇り、パワー主体の戦闘を展開。コクピットは胸部にあり、カーレンジャー全員が集まる。装甲材質や内部構造などは明らかになっていない。
手持ち武器は、2丁のハンドガンのVガンと胸部左右に一門ずつ備わっている放水ノズル。ビクトレーラーから転送され瞬間装着される大型バルカン砲Vバルカンと大型バズーカ砲Vバズーカ。
必殺技は右腕のVバルカンと左腕のVバズーカを同時に連続発射するビクトリーツイスター。ランドズズーン戦では、ビクトリーツイスターをRVロボが激走斬りで弾いて分散させ、特定の場所以外に2か所同時に命中させるRVソードツイスターカッターを使用。また、マリンザブーンをVバルカンだけで倒してもいる。
エグゾス・スーパーストロングとの最終決戦ではエグゾスの圧倒的な攻撃の前に、一切の攻撃が通用せず、追い込まれながらも、最後の力を振り絞って密着・自爆した。最終決戦後のパーティーでは修復され、RVロボとサイレンダーと共に並んでいた。
- 腕と脚の合体ジョイントはRVロボと共通のため、交換が可能。

天下の浪速ロボスペシャル
第40話のみ登場。レッドビークル、ブルービークル、Vダンプ、Vドーザー、Vレスキューの5台がスーパー緊急合体した巨大ロボ。合体完了時には背後に「浪速」の文字が出る。OOバットンとの戦いでVRVロボのボディとRVロボの四肢が破壊されて行動不能に陥った際、グリーンレーサーの発案により動けるマシンのみが合体。名称はグリーンレーサーが勝手に命名したもので、仲間たちからは非難の声が上がるも、OOバットンへのケジメのためか、センターにはレッドレーサーではなく、グリーンレーサーが搭乗した。
武器はRVソードとブラグネードスパーク、VバルカンとVバズーカを使用。
必殺技はビクトリーツイスターとプラグネードスパークを同時発射するビクトリーツイスターRVバージョン。
『轟轟戦隊ボウケンジャー』の「30戦隊大全集 スペシャルファイル』では「マルチ合体」のバリエーションとして紹介された。マルチ合体は『百獣戦隊ガオレンジャー』以降の戦隊シリーズで定番となる要素であり、その先駆けともなった。

ラジエッカーロボ
第34話から登場。宇宙も走行できるラジエッタの愛車ラジエッカーがチェンジ・ラジエッカーロボモードにより変形したネコ型ロボット。人は乗り込まず、遠隔操作で動く。ファンシーな外見に反して異常に強いが、地球では1分しか稼動できない欠点もある。当初は等身大ロボだったが、再登場した際には、ゴー・ラジエッカー ジャイアントモードによる巨大化機能も追加された。得意技はラジエッカーロボパンチ。
- デザインは阿部統が担当した。

### 施設・設備
レンジャービークル格納庫
ダップがペガサスの奥にカムフラージュされて建造したレンジャービークルの格納庫。ビクトリードックとは秘密地下通路で繋がっている。
ビクトリードック
VRVマスターが東京ドームの地下にクルマジックパワーを持って建造したVRVマシンの基地。VRVマシンの格納と整備を行える他、後にレンジャービークルもここで整備を受けるようになった。中央のセンターコントロールルームで作戦会議も行う。
- DXロボ類と絡ませる組み立てキットも発売されている。

ボーゾック探知機
カーレンジャー基地に設置されている赤色灯で、ボーゾックを感知すると点滅し、ダップが即座に「ボーゾック発生だっぷ!!」とカーレンジャーに指示する。
悪巧みや邪悪な心にも反応する一方、ダップの弁によると「改心したボーゾックには反応しないはず」であり、その言葉通りこの探知機の反応でOOバットンのウソが後に判明した。

## シグナルマンの戦力

### 専用装備
シグナイザー
シグナルマンが携帯している宇宙警察官警察手帳。通常のIDモードから、放電可能な警棒のポリスバトンモードや、拳銃のガンモードに変形する。IDモードには1,000時間分の録音機能がある。ガンモードでは超高熱ヒートビーム、ショック波のスマッシュビーム、超冷凍弾のコールドビームといった三種類のエネルギー弾を発射可能。先端にチョークを付けて地面に線を引くことも可能。
シグナルホイッスル
シグナルマンが専用メカのポリスピーダーやサイレンダーを呼ぶ際に使用する笛。

### シグナルマンのマシン
ポリスピーダー
シグナルマンの白バイ。宇宙空間も飛べる。前部のエンブレムとオレンジ色のライトからレーザー光線のシグナルフラッシュを発射する。シグナルホイッスルで召喚する。シグナルマンがポリス星に帰還する際、カーレンジャーがカーナビックを取り付けて自動操縦モードにしたこともある。

シグエのミニパト
シグエがシグナルマンを訪ねに地球にやってきた際、シグタロウを連れて乗ってきたミニパトカー。カラーリングはサイレンダーのそれを模している。
カーレンジャーと共にボーゾックを追跡して活躍はしたものの、敵の攻撃によって故障し、動けなくなってしまう。
- 新規造形で、塗り替えたものとなっている。

### サイレンダー
第12話から登場。シグナルマンがシグナルホイッスルで呼び出す、ポリス星警察官用巨大パトカー。パトカーモードとロボットモードの2つの形態を持つ。装甲はジャスティメタル製。大量の通常パトカーと共に出現したパトカーモードは長いトンネルに突入し、そのトンネル内で「スタンダップ・サイレンダー」を合図にロボットモードに変形する。変形完了後、シグナルマンの「無駄な抵抗はやめろ」という警告と共に敬礼を行い、背後にはサイレンダーの胸の信号機が浮かび上がる。ゴーグル部はバイザー。洗脳中のシグナルマンが操縦した際には、シグナルマン同様に信号の色が黒一色になった。
両腕からは巨大短剣のサイレンダガー、右腕からは巨大拳銃サイレンバルカン、左腕からは巨大手錠サイレンワッパーと射出銃ワッパガンを展開。盾のサイレンシールドも持つ。パトカーモードとロボットモード共通の装備はパトランプの三色信号機部分（ロボットモード時は胸部）から放つビームのシグナルフラッシュ。
必殺技はサイレンバルカンの連続発射で特に技名はない。サイレンダガーで宇宙バチを倒したこともある。
物語終盤では墜落寸前のバリバリアンの突入を阻止しようとし、地球激突による落下の衝撃こそ和らげたものの、出力限界でオーバーヒートしそのまま倒れてしまった。そのために最終決戦には参加しなかったが、戦いの後のパーティーでは、RVロボとVRVロボと共に並んでいた。
- RVロボ同様、ロールバーがデザインに組み込まれている[1]。
- 玩具「DXサイレンダー」では、付属するシグナルホイッスルの音声に連動して電飾やサウンドが作動するというELギミックが搭載されている[81][77][注釈 43]。

### 施設
コバーンベース
シグナルマンが常駐している移動交番。大抵は人通りのないところに置かれ、シグナルマンは独り寂しそうに勤務している。 またシグナルマンがポリス星に帰っている間は放置されており、埃を被っていた。
- デザインは阿部統が担当。

## マシンスペック
| 名称                             | 全長    | 全幅    | 全高    | 重量     | スピード                                                 |
| -------------------------------- | ------- | ------- | ------- | -------- | -------------------------------------------------------- |
| レッドビークル                   | 22 m    | 10.6 m  | 8.5 m   | 900 t    | マッハ1.5                                                |
| ブルービークル                   | 26.5 m  | 17.8 m  | 18.2 m  | 2,500 t  | 800 km/h                                                 |
| グリーンビークル                 | 25.8 m  | 12.8 m  | 14.8 m  | 1,500 t  | 840 km/h                                                 |
| イエロービークル                 | 25.8 m  | 12.8 m  | 14.8 m  | 1,500 t  | 840 km/h                                                 |
| ピンクビークル                   | 23 m    | 12.8 m  | 6.9 m   | 1,100 t  | 889 km/h                                                 |
| Vファイヤー                      | 26 m    | 14 m    | 12 m    | 2,300 t  | 800 km/h                                                 |
| Vポリス                          | 30 m    | 15 m    | 11 m    | 2,400 t  | マッハ1.5                                                |
| Vダンプ                          | 26 m    | 16 m    | 13.5 m  | 2,500 t  | 700 km/h                                                 |
| Vドーザー                        | 29 m    | 17 m    | 15 m    | 2,500 t  | 750 km/h                                                 |
| Vレスキュー                      | 22m     | 15m     | 12m     | 1,550t   | 750 km/h                                                 |
| ビクトレーラー（キャリアモード） | 120 m   | 53 m    | 20 m    | 50,000 t | - 300 km/h（地上） - 光速の40倍（宇宙）                  |
| サイレンダー（パトカーモード）   | 28 m    | 17.5 m  | 10 m    | 2,500 t  | マッハ1.5                                                |
| フォーミュラーマシン             | 1.20 m  | 1 m     |         | 28 kg    | 600 km/h                                                 |
| ブースタージェット               | 1.735 m | 1.285 m | 47.5 cm | 120 kg   | マッハ2                                                  |
| ブースターマシン                 |         |         |         |          | 750 km/h                                                 |
| スピーダーマシン                 | 2.3 m   | 1.05 m  | 81 cm   | 60 kg    | - 350 km/h（ブルー以外） - 450 km/h（ブルースピーダー2） |
| ペガサスサンダー（ランドモード） | 5.3 m   | 2.055 m | 1.855 m | 1,820 kg | 走行速度：600 km/h                                       |
| ペガサスサンダー（スカイモード） | 6.015 m | 4.21 m  | 2.08 m  | 1,820 kg | 飛行速度：マッハ1.2                                      |
| ドラゴンクルーザー               | 4.16 m  | 1.93 m  | 1.735 m | 1,770 kg | 550 km/h                                                 |
| ポリスピーダー                   | 2 m     | 0.8 m   | 1.5 m   | 160 kg   | 500 km/h                                                 |

| 名称                           | 全高   | 全幅   | 重量     | 出力        | パンチ力     | キック力      |
| ------------------------------ | ------ | ------ | -------- | ----------- | ------------ | ------------- |
| RVロボ                         | 55 m   | 30.8 m | 7,500 t  | 2,000万馬力 | 10 Mt/平方 m | 100 Mt/平方 m |
| VRVロボ                        | 60 m   | 45 m   | 11,250 t | 3,000万馬力 | 15 Mt/平方 m | 150 Mt/平方 m |
| ファイヤーファイター           | 31 m   | 20.5 m | 2,300 t  |             |              |               |
| ポリスファイター               | 33 m   | 18 m   | 2,400 t  |             |              |               |
| ダンプファイター               | 31 m   | 17 m   | 2,500 t  | 500万馬力   |              |               |
| ドーザーファイター             | 30.5 m | 21 m   | 2,500 t  | 450万馬力   |              |               |
| レスキューファイター           | 31 m   | 20 m   | 1,550 t  |             |              |               |
| ビクトレーラー（バトルモード） | 66 m   | 54 m   | 50,000 t |             |              |               |
| サイレンダー（ロボモード）     | 40 m   | 22.5 m | 2,500 t  | 1,800万馬力 |              |               |

## 宇宙暴走族ボーゾック
宇宙各地の荒くれ者が、ガイナモを中心に集まって結成された宇宙暴走族。健康と馬鹿が取り柄らしく、作戦もとんちんかんな物が多い。平和な惑星を面白半分で襲って暴力と略奪の限りを尽くし、花火のように爆発させ滅ぼすことを楽しみにしている。人工惑星・バリバリアンを根城とし、多種多彩な巨大装甲車「バリッカー」で地球を暴走する。暴走族だがなぜか月給制。
ダップの故郷ハザード星を滅ぼした後、グラッチが地球を侵攻目標として定めたことやゾンネットの提案により今度は地球を花火にしようと企み襲来するも、カーレンジャーの活躍によって失敗を重ねる。作戦では真面目にやることもあるが、オイキムチやスイカの調達や弁当の買出しなど下らないことで仲間を派遣することもある。上司や部下といった概念がなく、ガイナモやゼルモダたちの指示には従うものの、荒くれ者は基本的に彼らを呼び捨てにし、タメ口で話す。
巨大化アイテムはチーキュの美味しいものを探している途中でたまたま見つけた芋羊羹。それもペガサスの近所の和菓子屋「芋長」製のものに限られ、コンビニで売られているものでは逆に手の平サイズまで縮小してしまう。ボーゾック（荒くれ者のほか、宇宙ゴキブリや宇宙バチも含む）が芋長の芋羊羹を食べると、顔を紅潮させ口から煙を吹き出しながら巨大化する。巨大化すると攻撃力や防御力が増すが、時間制限がある。この芋羊羹をフィーチャーしたエピソードが作られた他、結末においての重大な伏線となる。
一時期は「ヘルスボーゾック」「デビルボーゾック」などと改名してみるも、一向に成果は上がらず、挙句の果てに連戦連敗とそのマヌケぶりから、「ボーゾック、ボロ負け記録更新」「宇宙一弱い暴走族」などとスポーツ新聞に大々的に書かれるなど、カーレンジャー以外の地球人からも半ばバカにされるようになってしまう。
ボーゾックたち宇宙人の発音では地球は「チーキュ」（グラッチだけは「チーキュウ」と語尾をのばすような発音）、日本は「ニッポンポン」となる。なお、地球に住む人間は「一般市民」、その中でも子供は「子供さん」と呼んでいる。45話でいち早く知ったゾンネット以外の全員はカーレンジャーの正体を46話でエグゾスの謀略により戦闘中に変身が突如解除されるまで一切知らず変身後の姿が素顔と思っており、地球の一般市民が変身した装備の姿だとは夢にも思っていなかった。
物語後半より暴走皇帝エグゾスと協力関係となるが、その実態はエグゾスに利用されていたに過ぎず、後に見限られたことで決別し、カーレンジャーと共闘することになった。エグゾスを打倒した後は組織を解散し、所属メンバーは散り散りとなってそれぞれの生活を送っている。
各キャラクターの身長・体重などの設定はない。
- 幹部の名前のほとんどは自動車部品のもじりとなっている。デザインは知性があることを示すために服を着た姿となっている[5]。

総長ガイナモ
ボーゾックの総長。
当初は悪の親玉らしい威厳を見せていたが、中盤からは頭の悪さがクローズアップされ、完全なギャグキャラクターと化していった。かなりのケチで、猛暑の中クーラーを売りつけるリッチハイカー教授に電気代がかかることに文句を述べたり、チーキュの回転寿司でも安物ばかり食べたことをボヤいている。ゾンネットにベタ惚れしているが、全く相手にされておらず、いいようにこき使われている。「トゥ」「ティ」などが発音できず、ノリシロン-12（）を「ツエルブ」と言ったり、PPチープリを紹介する際「ボーゾック一のメーキャップアーチスト」と呼んでいた。
暴走皇帝エグゾスの登場により、彼の独裁的かつ高圧的な言動に文句を言う仲間を宥めたり、彼らを代表して文句を言ったりと、中間管理職にも似た立場になる。
肩から破壊光線を放ち、頭部は胴体とチューブで繋がれた状態で分離可能。他にも長く伸びる舌や、対象を凍結・破壊したり、乗り物を操り兵器に変化できるという能力を持つが、総長という立場からか基本的には前線に出ることはなく、作戦の遂行や戦闘はゼルモダや荒くれ者たちが行う。
リッチハイカー教授にボーゾックを乗っ取られてしまった際には、バリバリアンを追い出されてパチンコ屋や焼肉・スタミナ料理店「宝苑」でバイトする羽目になった（だが本人はゾンネットと一緒にパチンコ屋でのバイト生活を満喫していた）。
物語終盤にて一度はカーレンジャーを倒すが、それにより用済みとなってエグゾスにバリバリアンを勝手にゴミ捨て場にされた挙句、それらのゴミもろとも焼き捨てられそうになったことを怒り、今までの所業をあっさり謝罪して、「昨日の敵は今日の友」とカーレンジャーと手を組んだ。最終決戦では命を賭けてでも戦うカーレンジャーに心打たれ、地球に進攻したエグゾス・スーパーストロングに芋羊羹を食べて巨大化して挑む勇敢さを見せようとしたが、芋羊羹が期限が切れていたため腹を壊して失敗に終わり、赤っ恥をかいてしまう。しかしそれがきっかけで、腐った芋羊羹をエグゾス・スーパーストロングに食べさせることで弱体化させるという奇策を思いつき、それを実行してカーレンジャーの勝利に繋げた。
ボーゾック解散後は宝苑に就職。『電磁戦隊メガレンジャーVSカーレンジャー』では独立して焼き肉と仕出し料理の店「キッチンがいなも」を開店させたという設定で、本人の出番はないが「キッチンがいなも」の弁当が登場している。
- ネーミングはダイナモに由来したものとなっている。検討時には数十枚のラフデザインが描かれ、結果的に暴走族の要素が薄いデザインが選ばれた。金属の質感を出すために上半身のプロテクターはサビが浮き出たデザインにしていたが、造形では伝わりきらなかったという。

副長ゼルモダ
ボーゾックのNo.2。ガイナモとは弱小暴走族時代から共に艱難辛苦を乗り越えた仲であるが、金に目が眩んで裏切るなど割と現金な一面もある。稀にカーレンジャーを倒すための作戦を立案することもある。
初期は武闘派で、冷酷かつ残虐な一面が強調され、執拗にダップの命を狙っていたが、最終的には無意味にギャル語を使ったり、真面目な顔でトンチンカンなことを言うなど、ガイナモに劣らぬ頭の悪さや茶目っ気を見せるようになった。
得意技は「ぱちき」と「ランニングヘッドバット」で、トランプを重ね合わせたデザインの剣を武器としている。両手から光線を放つことも可能。VRVマスターに扮してダップを完全に騙すなど意外にも変装が得意。旗色が悪くなると「撤収!」の掛け声と共にさっさと逃げてしまう。
戦闘員を詰めた壺に乗り浮遊して登場することが多い。バイクに乗る時は、服の背中部分の飾りが頭を覆ってヘルメットになる。
幼少時代に雷を馬鹿にして火傷をしたトラウマから雷が大の苦手だったが、バキバキ伝説に挑み、突破したことで克服した。これはエレキンタが与えた試練で、褒美に電気バイク「バキバキルガー」を1台もらったが、エレキンタの死と共にバキバキルガーを失ってしまった。
エグゾスのことを「とっつぁん」と呼ぶ。
前述の通り、知能レベルも低く頭が悪かったため、ボーゾック解散後は、グラッチと共に義務教育をやり直すために小学校に入学した。
- ネーミングはセルモーターに由来したものとなっている。姑息に悪巧みをしているタイプとして、他の幹部よりも悪辣な面構えとなっている。腕や背中の装飾はコイルを巻いたイメージを意識している。

発明家グラッチ
ボーゾックの作戦参謀兼発明家だが、機能よりも趣味とノリでデザインばかり重視するため、発明するものはほとんど役に立たない。さらにガイナモの逆鱗にビビり、市太郎が泣きだした（実際はウソ泣き）だけで慌てふためく臆病な性格。
食べることが大好きで、芋長の芋羊羹による巨大化作用を偶然にも発見。芋羊羹を買いに行くのは大体彼の役目で、毎回ちゃんと代金500円を払っている。
念力で相手を転ばせることができるが、戦闘能力自体はあまり高くなく、劇中ではMMモグーの巨大化に失敗した際、天馬親子から反撃を食らって逃げた場面もある。服の顔の辺りとへその辺りにそれぞれ窓が付いており、開くことが可能（本人曰くへそは30年間ずっと掃除していないらしく、強烈な臭いを放つ）。リッチリッチハイカー教授が奪ったRVロボをボーゾック乾電池で悪の尖兵としたこともある。
番組後半は暴走皇帝エグゾスの出現と、彼からの雑誌による武器供与により印象が薄いが、ノリシロンの組み立てにも立ち会った。しかし、腕の割りピンを付け忘れるという失敗をし、エグゾスから電撃でお仕置きを食らう。さらには最終局面で新しい芋羊羹を買い忘れており、期限切れの腐った芋羊羹をガイナモに食べさせた。
彼もまたゼルモダ同様、無知無学であったため、ボーゾック解散後は、ゼルモダと共に小学校に入学した。
- デザインは宇宙飛行士や深海用機密服をイメージしている。ガラス窓の中に顔があるため撮影では表情が見えづらく、スーツアクターが常に首を前に突き出していなければならず、撮影現場では不評であったという。

ゾンネット
ボーゾックのアイドル。その正体はファンベル星王家の第一王女バニティーミラー・ファンベルトで、お姫様暮らしが嫌で家出し、ボーゾックに転がり込んだ。
かわいいけれどもワガママな家出不良少女。ガイナモに惚れられているが、本人はそれを利用して彼を顎でこき使う。ゾンネットから本来の姿に戻る際には、「ラビオリ・キシメン・リングイネ」の呪文を唱える。ときめきを感じると胸から「きゅん」と描かれたハート形のクッションが飛び出すという奇妙な能力も持つ。専用車ゾンネッカーに乗りながら金だらいを敵の頭上目掛けて落とす金だらい地獄落とし（）が必殺技。
レッドレーサーに一目惚れするが、「住む世界が違う」と恭介を通じてふられてしまう。以降はふてくされた態度をとりつつも、内心では想いを抱き続けていた。後にその正体が恭介自身だと知り、憧れの人がサル顔の一般市民であったことにかなりのショックを受けたが、EEムスビノフから自分を救おうと必死で戦う恭介の姿に心が動き、晴れて敵味方の立場を超えて相思相愛の仲となる。その後、他の4人の正体も知ることとなった。
ラジエッタから故郷の星が「大宇宙ハイウェイ計画」の被害に遭っていることを聞かされ、ボーゾックを脱退。一度はファンベル星に帰るも、カーレンジャーとボーゾックの仲介のために地球へと戻り、ガイナモに「エグゾスがカーレンジャー、ボーゾックの共通の敵」と教えた。
ボーゾック解散後はファンベル星で毎日見合いをさせられているが、恭介のことを想い続けている。
- デザインは2種類のデザイン案から極彩色の艶やかなお嬢様タイプの上半身と黒を基調とした悪女風のコスチュームで長く尖った爪が付いた胸から下を組み合わせて完成デザインとなった。

リッチハイカー教授 / リッチリッチハイカー教授
第16話から登場。ボーゾックの悪事を成功させるべく、ガイナモが強化策として投入した自らが出した新聞チラシ広告を見たグラッチが問い合わせたことによって雇われた悪のコンサルタント。自己紹介の時には「リーッチハイカー教授」または「リッチリーッチハイカー教授」と妙なイントネーションで名乗り、ガイナモや実もそのように呼んでいた。笑い声は「リーチッチッチ!」。
インテリ系な性格でプライドが高いが、本性は短気でサディストなエロオヤジ。武器は伸縮自在の電磁鞭としても使える指示棒。安い料金で依頼を引き受けることを売り文句としている割に、実際に請求している給料はやたらと高いが、ガイナモによってかなりまけさせられていた様子。人間の姿に変身することができる。電話番号は「868-315」であり、「ワルハサイコー」（悪は最高）の捩りとなっている。
「ボーゾックとしては割と高い給料で雇っている」ことから遅々として地球を花火にできないことをガイナモやゼルモダに指摘されており、その場しのぎについたウソで荒くれ者を派遣することもあった。
後にボーゾック祭りにおいて、手違いで全宇宙の邪悪エネルギーを一人で浴びてしまい、顔の色が金色に変わり、服の白黒が反転してパワーアップ。リッチリッチハイカーと名乗り、自分の手持ち資金に加え、ガイナモがゾンネットとの結婚資金として貯めていた秘密定期預金を勝手に下ろし、その金でゼルモダとグラッチを買収、強力な怪獣メカブレーキングを製作し、ガイナモとゾンネットをボーゾックから追放することで二代目総長に就任。RVロボを打ち破り奪い去ったが、VRVマシンの出現により撤退に追い込まれる。その後、ブレーキングを改造して再度挑むも、VRVロボのビクトリーツイスターによって敗北し、ブレーキングの爆発に巻き込まれ死亡した。
- デザインは当初、野崎明がVRVマスターを自分が担当すると誤解してそのイメージで描かれたものであり、他のボーゾック幹部とは一線を画したラインとなっている。

宇宙ゴキブリ・ゴキちゃん
元々はボーゾック基地の内にいた宇宙ゴキブリだったが、グラッチに芋長の芋羊羹を食べさせられたことで、ガイナモたちと同じサイズに巨大化。グラッチのように時間経過で元の大きさに戻ることはなく、後述のエピソードでは芋羊羹を食べて（直接の描写はなし）さらに巨大化したこともある。「ゴキ!」や「ゴキー!」といった言葉しか話せないものの、準レギュラーとして最終回まで登場した。
作中ではグラッチの発明品によって2度パワーアップを果たしており、一度目はパワフルダンサー製造機によってGGゴキちゃんに、2度目はエネルギー吸い取り唇を装備し、相手のエネルギーを吸収できるIIゴキちゃんとなっている。ボーゾック解散後は宇宙ゴロツキの劇団メンバーとして所属した。
- デザインは阿部統が担当し、宇宙ゴキブリという設定から顔が星型にデザインされている。GGゴキちゃんのフリンジはにしきのあきらなどを、IIゴキちゃんの衣装はシャ乱Qをそれぞれイメージしている。

ボーゾックの荒くれ者
ボーゾックの構成員たちで、名前の最初にアルファベット2文字（ほとんどが当て字になっている）が並ぶ。それぞれ「ボーゾック一の○○」といった肩書き（一部例外あり）を持ち、名前の一部が口癖となっている者が多い。大半の荒くれ者は倒されたときの断末魔も名前である。「ボーゾック一のキムチ好き」や「ボーゾック一の植木職人」など、暴走族らしからぬ肩書きを持つ者がほとんどである。基本的にはガイナモやゼルモダの命令で出動するが、LLオネネやXXミレーノなどは個人的な理由でチーキュに向かった。
『メガレンジャーVSカーレンジャー』では、ボーゾック未所属の宇宙の暴走族ヘルメドーが登場し、地球のことをボーゾック同様「チーキュ」と呼んでいる。
『動物戦隊ジュウオウジャー』ショーにレッドレーサーがゲスト出演した際には、新規怪人としてボーゾック一の穴掘り名人ZZ（）シャルベが登場している。
- デザインには当時流行していたアメリカン・コミックス的な要素が盛り込まれており、物語初期に登場した構成員は特にその傾向が色濃いものとなっている。
- メインライターの浦沢は、毎回の怪人は意外な点を重視していたと述べている。

ゴロツキ
バリバリアンのBBサロンにたむろする宇宙人。普段バリバリアンから出ることはないが、一部のゴロツキはSSパマーンと共にゾクレンジャーとして登場している。ガイナモやゼルモダたちには基本従順であるが、時々彼らのバカさをあきれたり、からかったりすることもある。カーレンジャーに倒されたのはJJジェットンのみで、生き残ったゴロツキたちはボーゾック解散後、劇団を発足させた。
- デザインは髙寺の要望により動物をモチーフとしている。ボディは特攻服や革ジャンなど衣裳のようなもので処理してバリエーションが付けやすいようにしている。

暴走戦隊ゾクレンジャー
第25話に登場。SSパマーンをリーダーとする5人組のゴロツキ集団。カーレンジャーと同じ5色のメンバーで、決めポーズや、5人で使用するゾクレンジャーボール、5人で発射するゾクレンジャーバズーカ、戦闘BGMに主題歌のセルフパロディ（暴走戦隊ゾクレンジャー）が流れるなど、随所にパロディが盛り込まれている。
「悪の戦隊」を自称しているが、実際にやっている悪事といえば、花を銃撃する・子供に意地悪を働くといった、お世辞にも凶悪とは呼べないせこい悪事ばかりである。その割にカーレンジャーとの戦いでは研究と対策を重ねた戦法で彼らを圧倒する活躍を見せ、ラジエッタの加勢なしには勝てない強敵であった。
また、SSパマーンは、巨大戦では剣を使って大銀河電撃科学暗黒剣・稲妻電撃プラズマサイバーオーロラ遠心重力スーパーサンダー…（以下不詳）という必殺技を繰りだそうとしたが、技の名前を叫んでいる途中に、「技の名前が長いんだよ!」とレッドレーサーにツッコまれながら「RVソード・激走斬り」で倒されてしまった。
『轟轟戦隊ボウケンジャー』のミニコーナー「全戦隊大全集」では、悪の戦隊として紹介された。
- メンバー各人の使用する武器は、いずれも過去の東映特撮作品に登場する武器を改造したものとなっている。

兵士ワンパー
ボーゾックのカラフルな下級戦闘員。赤・青・緑・白の体色の4種類がおり、白のワンパーは落ちこぼれ的存在で、常に1人しかいないが人間の姿に変身する能力を持つ。敵なのにもかかわらず、EDではカーレンジャーのレースを観戦・応援している。元は蛸らしく、普段は「NO FUTURE NO WAY」と書かれた蛸壺に入っており、倒されると蛸の姿になってしまうことも。また、たまに虫干ししないとカビ臭くなってしまう。
ゼルモダやボーゾックの荒くれ者の号令で一気に飛び出し、変形した顔から吐く泥やビーム砲にもなる剣を武器にして戦う。壺からは大抵一気に飛び出すため、ゼルモダはよく足を踏まれるらしい。返事は基本的に「チース」。
- デザインは蛸壺から現れるという案からタコをモチーフとしている。目は水中眼鏡のように張り出しており、マスクの布が額の輪っかに固定される作りとなっている。

暴走皇帝エグゾス（）
終盤から本格的に登場した黒幕で、ハザード星の正義の星座伝説と対を成す悪の星座伝説の力を持つ。ボーゾックに属しておらず、宇宙暴走族でもないが、彼もまた地球を「チーキュ」と呼ぶ。5つの車型星座を全て飲み込んでしまうなど計り知れないスケールを見せ、その大きさは地球やバリバリアンが掌に乗るほどで、歴代のスーパー戦隊の中では敵味方問わず最大級の巨体を持つ。ボーゾックとは比べ物にならないほどの正統派の悪だが、宇宙の悪人たち向けの『宇宙ランド』なる雑誌を発行するという庶民派な一面も持つ。本を読むのも作るのも好きで、一番の楽しみは暴走する車を見ること。
全宇宙に君臨する悪の支配者を名乗るが、その実はスピード違反は当たり前、交通事故も起こし放題の恐怖の大宇宙ハイウェイを建設することを目論む宇宙の地上げ屋。本来ボーゾックとは無関係だったが、ハイウェイの建設予定地にハザード星や地球などの惑星が点々と存在していることを邪魔に思い、自分の手を汚さずにそれらの惑星を始末しようという考えからボーゾックを唆して操っていた。一方のボーゾックはエグゾスを「ボーゾックのファンで、色々物をくれる気前のいいおっさん」程度の認識しか持っていなかった。事実エグゾス考案の作戦はエグゾスが資金や必要な材料を提供し、ボーゾックに行わせている。
「占い師スゾグエ」を名乗り、ガイナモに「『ハ』で始まる星を滅ぼすといいことがあるでしょう」という年賀状を送って、ハザード星を滅ぼさせるよう仕向けた。同様に地球も消滅させようとしたのだが、ボーゾックがうまい具合に地球に向かったためそのまま静観していた。しかしいつまで経っても地球が無くならない上、彼らがスランプに陥ってしまったことに業を煮やし、遂にボーゾックの前に姿を見せ、雑誌の付録・ノリシロンシリーズを与えたりとあれこれ手を出すようになる。しかし命令は絶対で、作戦が失敗すると左手からの電撃でボーゾックを罰する。作戦のレベルはボーゾックよりもはるかに高く、まだ敵味方双方ともエグゾスの存在を知らなかったころの作戦であるシグナルマンの洗脳について、ダップからは「ボーゾックの作戦にしては偏差値が高すぎる」と評されたこともあった。
最終決戦ではクルマジックパワーを封印し、さらにボーゾックも用済みとして見限るが、これがカーレンジャーとボーゾックの結束を招き、カーレンジャーが操縦するバリバリアンの特攻を受けてクルマジックパワーを奪還されてしまう。
- デザインに当たってはツタンカーメンやエジプトのテイストが盛り込まれた。デザイン画では側頭部の張り出しは大きく横に広がったイメージであったが、バランスや重量を考慮して普通の感じにまとまったといい、スリット状の抜き処理で造形することが考えられていたが、強度の関係から隙間を埋められたという。惑星の軌道をイメージして、球体を首周りに付けたという。
- 浦沢は後年のインタビューで、ハイウェイ建設のために地球を壊そうとするのが自身らしいが、エグゾスそのものは覚えていないと述べている。

エグゾス・スーパーストロング
カーレンジャーの特攻を受けた直後に、全宇宙の邪悪のエネルギーを集めて復活・変貌を遂げた形態。
大きさはRVロボやVRVロボと同等で、この形態では右腕が変質した刃や、口から吐き出す破壊光線、両手にエネルギーを集めて放つ光弾、再生能力などを用いて戦う。
VRVロボとRVロボを立て続けに戦闘不能にし、圧倒的な戦闘力でカーレンジャーを絶体絶命の危機に追い詰める。そしてとどめを刺そうとした次の瞬間、ガイナモが投げつけた賞味期限切れの芋羊羹を食べさせられて腹痛を起こして弱体化し、元のエグゾスの姿から、さらに等身大サイズへと縮小してしまう。カーレンジャーとの等身大戦では、火球攻撃を命中させるものの倒すまでには至らず、オートパニッシャー一斉砲撃とカーレンジャー・クルマジックアタックの連続攻撃を受けて敗北。宇宙まで吹っ飛ばされた後、大宇宙ハイウェイ計画共々消滅した。
- 足はラジアルタイヤ、全身の模様は高速道路がモチーフとなっている。

### ボーゾックの戦力
バリバリアン
ボーゾックのアジトである、重なり合った無数のハイウェイで覆われた毛糸玉のような形状の人工惑星型宇宙基地。内部にはBBサロン（）と呼ばれる酒場がある。
物語終盤ではボーゾックを見限ったエグゾスによって、宇宙のゴミ捨て場とされた上で地球に落とされるが、最終決戦では変身できなくなった恭介たちがこれに乗り込み、エグゾスに特攻を仕掛けた末に大破した。

暴走消防車（）
第1話に登場。ガイナモの手によって変貌した地球の消防車で、車体前方からのビームと梯子が武器。カーレンジャー5人のオートパニッシャーの一斉射撃を受けて倒された。
- デザインは佛田洋が担当。

#### ボーゾックのマシン
ボーゾックの構成員が使用する車両で、飛行も可能。様々な種類がある。
- デザインは阿部統が担当した[40][41][98]。

バリランダー
サイを模した形状の暴走車。角部分からビームを撃つ。量産化もされている。

バリアクバー
アンコウを模した形状の暴走車。YYゴンザの専用車として登場し、後に量産化もされた。

ワンパッパー
ワンパーが使用するバイク。

ゾンネッカー
ゾンネットの専用暴走車。

ドンパッパー
BBドンパ専用のバイク。

流星号（）
ボーゾックレディースを指揮するLLオネネ専用の暴走自転車。

バキバキルガー＋
エレキンタの専用バイクで、電流を放つ。エレキンタが巨大化した際には電流を放つ棍棒となり、彼が倒されると共に破壊された。

バキバキルガー－
バキバキ伝説を制覇したゼルモダのバイクをエレキンタが強化した物で、こちらも電流を放つ。エレキンタが巨大化した際には電流を放つ棍棒となり、彼が倒されると共に破壊された。

ゼリッカー
ZZゼリの専用暴走車。ベースは日産・エスカルゴ。

エグゾスター
第44話に登場。カーレンジャーとの戦いで故障したバリランダーとバリアクバーが修理中の際、エグゾスがボーゾックにレンタカーとして貸し出した1997年型ニューモデルの暴走車。エンジンから放つ破壊光弾が武器。
MMシューリスキーが搭乗し、菜摘から伝説のスパナを奪った彼によって改造される。改造後は装備に後部の排気口から猛烈な勢いで排気ガスを噴出する「猛烈排気ガス」と後部のバズーカ砲、さらに後部から放つ回転ノコギリや後部のミサイル砲が加わった。驚異的な力でペガサスサンダーとドラゴンクルーザーに大ダメージを与え、カーレンジャーを圧倒するが、ドラゴンクルーザーを修理して駆けつけたイエローレーサーのナビックブラスターで破壊された。
- デザインイメージは『マッハGoGoGo』のマッハ号だが、ベース車などの諸々の関係から先端の三つ又にのみその名残が見られた。

#### バリッカー
ボーゾックの構成員が使用する巨大車両で、こちらもさまざまな種類がある。ゾクレンジャーが使用したこともある。
- ミニチュアはデザインを含めて特撮監督の佛田洋が制作した[69][79]。巨大感を出すために細かいディテールにすることで重々しくしている[79]。

ニャーバリッカー
ネコを模した形状のバリッカー。

ジョキバリッカー
サソリを模した形状のバリッカー。

モーバリッカー
ウシを模した形状のバリッカー。

パオバリッカー
ゾウを模した形状のバリッカー。

ブヒバリッカー
ブタを模した形状のバリッカー。

#### 巨大ロボ（ボーゾック）
ブレーキング
第29話から第31話に登場。リッチリッチハイカー教授が自身の手持ち資金と横取りしたガイナモの秘密定期預金を使って製造した怪獣型巨大ロボットで、教授が自ら操縦する。自動操縦も可能で、ブースターキャノンをも物ともしない防御力を持つ。武器は口や目からのビームと敵を絡め取って電流を放つ尻尾。初戦ではRVロボを機能停止にまで追い込みバリバリアンへと持ち帰るが、再戦時には新たに登場したVRVマシンに翻弄され、ガスタンクの爆発に巻き込まれてバリバリアンまで吹っ飛ばされる。
その後改造ブレーキングへと強化され、目からのビームや打撃技に使う尻尾に加え、頭部に装備したブーメランキングスラッガーと、胸部の砲台が新たに装備され、大腿部のノコギリ状の突起が肥大化している。VRVマスターを人質に取り戦闘を優位に進めるも、変形を果たしたVRVファイターに追い詰められ、最後はVRVロボのビクトリーツイスターによってリッチリッチハイカー教授もろとも倒された。
- デザインモチーフは自動車部品。当初よりボディの流用を前提にデザインされた。
- 浦沢は後年のインタビューで、「ブレーキング」を絶妙なネーミングであったというが、キャラクターそのものは覚えていないと述べている。

ノリシロン
エグゾスが毎月一回宇宙中の悪に配っている雑誌『宇宙ランド』の付録である巨大な組み立て式ロボットで、グラッチが組み立てた。製造法はペーパークラフトそのもの。
ノリシロン-12（）
第37話・第38話に登場。『宇宙ランド』12月号の組み立て付録。
ゼルモダが搭乗し、内蔵された加速装置により驚異的なスピードを誇る。斧と胸部のビーム砲、角からの電撃が武器で、必殺技は斧で敵を叩き切る「ノリシロン暴走斬り」。
初戦でサイレンダーをワッパガンでグルグル巻きにしたあげく、連戦連勝で気が緩んだカーレンジャーが操縦するVRVロボをあと一歩のところまで追い詰めるが、グラッチが右腕の割りピンを付け忘れたために右腕が取れてしまい撤退。その後右腕を修理してPPチープリの援護に駆けつけるが、VRVロボの手でPPチープリの若返りパックを顔に浴び、組み立て前の付録の形の状態に戻った後爆発してしまった。
- デザインは急遽変更となったため、髙寺のラフデザインを基にデザインされた。折り曲げた紙をノリで貼り合わせることを意識して、直線的な面取りで構成されたボディとなっている。腰と肩の装甲にエグゾスのシンボルマークを入れていたが、造形で腰の部分がカットされた。

ノリシロン-最終（）
第46話に登場。エグゾスがボーゾックに与えたノリシロン-12の強化型で、ガイナモ・ゼルモダ・グラッチの3人が操縦する。斧と口から放つ強風ファイナルタイフーン、強力なドロップキックファイナルキック、目から放つ衝撃波ファイナルフラッシュ、二丁のランチャーから放つ破壊光線ファイナルツイスターが武器。
VRVロボと激戦を繰り広げ、ファイナルツイスターが当たる寸前にVRVファイターに分離され、翻弄される。VRVロボに再合体した直後の隙を狙うが、空中からのビクトリーツイスターで倒された。
- 銀色にボディを塗り替え、胸部の文字を「最終」に変更し、ヘッドアーマーを額、バズーカタイプのファイナルツイスターを両手に付けている。

ノリシロン増刊
『激走戦隊カーレンジャーVSオーレンジャー』に登場。宇宙ランド増刊号の付録である巨大ロボット。詳細は激走戦隊カーレンジャーVSオーレンジャーを参照。

スカイギギューン
第41話・第43話に登場。エグゾスがボーゾックに授けた「陸・海・空の覇者」と呼ばれる3体のロボットの1体で、鷹型。コクピットにゾンネッカーが合体し、ゾンネットが操縦する。
武器は目からの破壊光線と口からの破壊光弾で、飛行能力を持つ。ゾンネッカーが合体した状態でコクピットの赤いボタンを押すと、ダップを騙すための偽の新聞がばら撒かれる。
エグゾスによる自動操縦が可能で、自動操縦状態でVRVロボと戦い、マリンザブーンがダップを連れ去るための時間稼ぎをした後、撤退。その後、ランドズズーンに遠隔操縦されて再参戦。クルマジックパワーが戻ったRVロボが装備したVバズーカで倒された。
- 3体のモチーフは髙寺からの指示によるもので、武器なども細かく注文されていた。青はマリンザブーンと重複することから、膝関節と胴のダークブルーは黒、膝頭と胸のスカイブルーは銀色に変更されている。

マリンザブーン
第41話から第43話に登場。「陸・海・空の覇者」の1体で、サメ型。コクピットにバリアクバーが合体し、グラッチが操縦する。
武器は左腕のドリルと右腕から発射する魚雷、ブーメランとして使う頭部のヒレと右手に持った錨で、水中活動が可能。ダップをバリバリアンに連れ去った。その後、再び地球に襲来。VRVロボをエネルギー切れ寸前に追い込むが、サイレンダーの乱入により逃がしてしまう。RVロボが参戦するも、これもエネルギー切れ寸前に追い込む。だが、残ったエネルギーを使ったRVロボのプラグネードスパークでグラッチが吹き飛ばされ機能停止し、同時にバリアクバーは故障となった。その後、サイレンダーに回収されたがランドズズーンに遠隔操縦されて再参戦。クルマジックパワーが戻ったVRVロボのVバルカンで倒された。

ランドズズーン
第41話・第43話に登場。「陸・海・空の覇者」の1体で、ライオン型。コクピットにバリランダーが合体し、ガイナモが操縦する。
武器は両腕の鉤爪。顔の側面からコントロール装置を出し、スカイギギューンとマリンザブーンのコクピットに取り付けて遠隔操縦する。胸部からの光線で相手を引き寄せ、胸部に磔にする。これでダップを捕らえ、クルマジックパワーを悪の力・アクマジックパワーに変換する機能で他の2体と共にパワーアップする。3体でアクマジックパワーを溜めて放つ合体技・必殺ビームを使う。
カーレンジャーの必死の説得により、ダップがカーレンジャーとの友情を回復させたことでアクマジックパワーが暴走。クルマジックパワーが戻ったRVロボとVRVロボの連携技・RVソードツイスターカッターを受けて破壊され、同時にバリランダーも故障。捕えられていたダップは爆発寸前に脱出に成功した。

バリンガーZ
劇中には未登場のまま終わった、終盤ごろに登場予定だったボーゾックの巨大ロボット。
- 名前やデザインも『マジンガーZ』にそっくりで、放映時の雑誌などで登場が予告されていた。ガイナモを演じた大竹宏によれば、ノリにのった大竹が「ジャンジャジャーン」と『マジンガーZ』のキャラクター・ボスのセリフをアドリブで披露したと撮影の打ち上げパーティでの挨拶で語ったため、バリンガーZのことを知らされていなかった東映幹部に存在がばれてしまい、永井豪とダイナミック企画からクレームが来るのではないかとの懸念が生じ、急遽撮りなおしとなったという。
- その後、コクピットのセットはノリシロン-最終に流用された。

## 設定
クルマジックパワー
車型の星座から授けられるカーレンジャーの力の源。正義と夢と友情を愛する者に常人の数百倍の体力を与える。
カーレンジャーのクルマジックパワーはダップを介して与えられており、ダップと5人の間に心の溝が生じると変身できなくなる。

株式会社ペガサス
カーレンジャーの5人が戦士になる前から勤めている自動車会社。実際には町工場レベルであり、自動車の修理や雑用が主になっている。ダップが初めて地球に降り立った際、クルマジックパワーによってカーレンジャー基地とそこに繋がる扉が作られた。物語終盤にて、ボーゾックが基地内部に仕掛けた爆弾で社屋ごと爆破されてしまうが、カーレンジャーとダップはVRVマスターが極秘に作っておいた非常用の地下室で命拾いした。最終決戦後には修復された。

### 天体
車型星座
ハザード星に伝わるクルマジックパワーの源となる星座で、それぞれ赤、青、緑、黄、桃の5色のカラーでかつ、レンジャービークルを象った形状をしており、地球でペガサスの社員だった5人が考えていたそれぞれの夢の車のデザインとも一致していた。ここからクルマジックパワーを貰い受けることによってハザード星人はクルマジックパワーを発揮できる他、カーレンジャーに変身と戦う能力を与え、レンジャービークルとVRVマシンといった巨大メカ類にも力を吹き込むことができる。
地球時間の1997年1月24日の午後1時に、星座を酔わせる酒の星座によって星座を護る力が弱った際、エグゾスの体内へと封印されクルマジックパワーも失われてしまったが、カーレンジャーの乗り込んだバリバリアンの特攻によって星座は解放され、クルマジックパワーは取り戻された。
- メインライターの浦沢義雄は、自分好みのテイストとして設定し、細かい理屈は考えていないと述べている。

ハザード星
ダップとVRVマスターの故郷の星。
クルマジックパワーによって平和な文明を築き、宇宙を守る5つの車型星座によって守護されていたが、占い師スゾグエ（エグゾス）の運勢口車にのせられたボーゾックによって、ダップは母と同胞たちだけでなく、母星までも花火にされて失ってしまう。

ポリス星
シグナルマンの故郷である土星に似た輪のある惑星で、宇宙の治安を守る宇宙警察の本拠地でもある。ここの警察官たちは宇宙交通ルールを持って宇宙暴走族に対処していた。
物語中盤では星の周囲に悪性の排気ガスが蒔かれ、これを吸ったポリス星の住人は喘息に陥って運動会が中止されてしまった他、カーレンジャーに濡れ衣を着せたエグゾスの讒言による噂を真に受けたシグナルマンを狂暴化させ、悪に染まらせたこともあった。後にカーレンジャーによって特効薬として大量のサイダー（ゲップにより排気ガスを体外に排出させる）を送られたことで、ポリス星の住人は回復し、シグナルマンも正気に戻ったことで排気ガス事件は解決した。

ファンベル星
ゾンネットとラジエッタの故郷の星。ゾンネットは元々はこの星の王女バニティミラーだったが、婚約者を捜して強引に跡を継がせようとする両親に嫌気がさし、自分に合ったいい男を捜す意味でボーゾックに入った。名の由来は「ファンベルト」から。
後にこの星もエグゾスの宇宙征服の暴威に巻き込まれてしまい、星が荒らされていることがラジエッタの弁で語られ、ゾンネットは妹の説得を受ける形で、星を救うためにボーゾックを離脱して母星に戻ることとなる。

### ボーゾック関連の用語
宇宙スポーツ
宇宙中で配布されるスポーツ新聞で、ボーゾックも購読している。略称「宙スポ」。
地球のその手の新聞と同じく、大仰な記述や、胡散臭い触れ込みが多く、ダップからも「ガセネタが多い」とあまり信用されていない。
また、ボーゾックはこれ以外にも地球のスポーツ新聞も取っており、そちらではカーレンジャーの活躍や、ボーゾックのマヌケぶりをバカにするような記事が書かれている。

少年ダッシュ
ボーゾックが読んでいる漫画雑誌。

暴辞典
ボーゾックの百科事典で、様々な暴走用語などが記述されている。

宇宙ランド
エグゾスが発刊し、全宇宙の悪者に毎月配布している巨大雑誌で、ノリシロン-12などの悪の装備が付録として同梱されている。徳間書店より刊行され、本作品の掲載誌のひとつでもあった『テレビランド』のパロディで、同誌1996年12月号には綴じ込み付録として、同名の企画コーナーも掲載された。

## キャスト
土門直樹役の増島愛浩と八神洋子役の来栖あつこは本作品がデビュー作となった。上杉実役には実際に大阪府出身の福田佳弘を起用。陣内恭介役の岸祐二は本作品以降も、シリーズ作品に様々な役で出演している。
岸が髙寺から聞いたところによると、コメディの素質がある岸と福田が先に決定し、残りの3人はバランスを取りながら決めていったという。本作品では、変身前は戦わないという方針であったため、メインキャストに本格的なアクション指導はなく、初期の撮影では従来の作品のような早朝のロケ出発もなかったという。後半には素面でのアクションも増えていったが、岸はストーリーでも戦うことに対する自覚が芽生えたことを描くために必要なことであったと述べている。
年間を通してナレーターが存在しない本作品では、複数話にまたがるエピソードの完結編や次回予告の際には、役者自らの声で説明が行われる。また、次回予告の終わりには毎回交通標語がその回の予告担当者によって読み上げられる。
ボーゾックのヒロインであるゾンネットには元AV女優である七瀬理香（旧名・水谷リカ）が起用されたが、このキャスティング傾向について東映のチーフプロデューサーを務めた髙寺成紀は、自身が少年時代に見た『恐竜100万年』などに登場するナイス系の女性や、大学生活を経て入社するまでの数年間に見た『超電子バイオマン』『電撃戦隊チェンジマン』『超新星フラッシュマン』の影響と述べている。敵組織の幹部クラスにいわゆるセクシー系の女優を起用する傾向は、髙寺が携わった後続の戦隊作品においても踏襲されることとなる。
声優面では、ボーゾック側のレギュラーである総長ガイナモの声には悪役のボスやガキ大将の役柄を得意とする大竹宏を、また副長ゼルモダと発明家グラッチの声にはギャグキャラの役柄が多い津久井教生と長嶝高士を起用。また加藤精三、飯塚昭三、渡部猛、関智一、肝付兼太などゲスト出演の面々も含め、前作同様若手やベテランを多く織り交ぜたキャスティングとなっている。

### レギュラー・準レギュラー
- 陣内恭介 / レッドレーサー：岸祐二
- 土門直樹 / ブルーレーサー：増島愛浩
- 上杉実 / グリーンレーサー：福田佳弘
- 志乃原菜摘 / イエローレーサー：本橋由香
- 八神洋子 / ピンクレーサー：来栖あつこ
- 社長：エド山口（2 - 4,9,11,19,22,28）
- 奥さん[注釈 61]：岩崎良美（3,4,15,28）
- 市太郎：寺岡龍治（3 - 5,11,13,15,18,19,22 - 28,30,32,36,46 - 48）
- ゾンネット：七瀬理香（1 - 19,21 - 25,28 - 45,47,48）
- ラジエッタ：濱松恵（25）、須藤実咲（34,45,46,48）
- 芋長主人：南州太郎（5,7,15,38）
- 八百屋：高月忠（8）

### 声の出演
- シグナルマン：大塚芳忠（12 - 17,20,22,24,26 - 28,35 - 38,42 - 44,46 - 48）
- VRVマスター：小林清志（29 - 32,43,47,48）
- シグエ：長沢美樹（28,35,36,44,48）
- シグタロウ[注釈 62]：沢田雄希（28）→池上央将[注釈 63]（35,36,44,48）
- ガイナモ：大竹宏（1 - 25,27 - 48）
- ゼルモダ：津久井教生（1 - 25,27 - 48）
- グラッチ：長嶝高士（1 - 19,21 - 25,27 - 48）
- ダップ：まるたまり（1 - 30,33 - 43,46 - 48）
- リッチハイカー / リッチリッチハイカー：田中信夫（16 - 25,28 - 31）
- 宇宙ゴキブリ / ゴキちゃん：桜井敏治（5,7,15,22,41,47,48）
- 暴走皇帝エグゾス[注釈 64]：小林修（35 - 48）

### ゲスト
- スカウトマン：岸博之 (7)
- バスの運転手：岡本美登 (11)
- スカウトマン：高原智秀 (11)
- 恵美：大塚露那 (18、30)
- 恵美の父：栗原敏 (18)
- 少女時代の菜摘[注釈 65]：瀬長奈津実 (18、44)
- 織姫：奥野忍 (20)
- 彦星：入江真行 (20)
- 音頭を歌うお姉さん：朝川ひろこ (23)
- カレン王女：広橋佳以 (23)
- おばあさん[注釈 62]：山本緑 (26)
- 床屋[注釈 66]：田中信夫（31）[87]
- 焼肉屋主人：泉福之助 (32)
- お天気お姉さん：若杉麻里亜 (33)
- 弁当屋：木村修 (35)
- 芋長の奥さん：喜多道枝 (38)
- イモタク：滝智行 (38)
- 少年時代の直樹：飯塚恭平 (39)
- 直樹の母：松尾晶代 (39)
- 修理工のお爺ちゃん：林孝一 (44)

### スーツアクター
横山一敏によれば、本作品は従来よりも変身前後のシンクロが要求されたため、変身前の俳優陣との打ち合わせが密に行われ、変身後の芝居も多かったと述べている。
- レッドレーサー[出典 50]、総長ガイナモ[110][111]：横山一敏
- ブルーレーサー[出典 51]：竹内康博
- グリーンレーサー[114][21]、シグナルマン（アクション用）[115]：大藤直樹
- イエローレーサー[116][23]：大林勝
- ピンクレーサー[117][25]、レスキューファイター[118]、サイレンダー[118]、JJジェットン[118][119]：中川素州
- ダップ[110]：田辺智恵
- ピンクレーサー（代役）[118]：蜂須賀祐一、神尾直子
- シグナルマン（アップ用）[出典 52]：O-BITOH
- VRVマスター[122]：森山貴文
- 副長ゼルモダ[120][123]、暴走皇帝エグゾス[120][123]、ノリシロン-12[120]、ボーゾック怪人[123]、ラジエッカーロボ（第11話）[124]：福沢博文
- 発明家グラッチ[110]：森美昭
- 宇宙ゴキブリ・ゴキちゃん[112]、リッチハイカー教授 / リッチリッチハイカー教授[112]、ボーゾック怪人[112][注釈 67]、ワンパー[126]：伊藤慎[注釈 68]
- シグエ[127]：飯干隆子
- 宇宙ゴロツキ：蜂須賀祐一、大藤直樹、竹内康博、大林勝、神尾直子、倉恒由美子[111][119]
- その他[128] - 山口照雄

## スタッフ
前作から営業に専念した鈴木武幸に替わり、本作品からは当時若手の髙寺成紀がメインプロデューサーに就任。これにより、脚本や監督などの編成は意図的に前作『オーレンジャー』とは違う人員で固められることが多くなった。
脚本面では、戦隊初参加となる浦沢義雄がメインライターを務めることになり、戦隊シリーズで浦沢がメインライターを担当した作品はこれが唯一である。髙寺は、浦沢の起用を一旦は躊躇したものの、企画者104の葛西おとの後押しにより決定したと述べている。他の脚本担当には、荒川稔久や本作品を最後に東映ヒーローから離れた曽田博久が名を連ねている。荒川は、浦沢の脚本はふざけているようにみえて深い真実を内包しているのに対し、自身の脚本は深みもないまま楽しみすぎてしまったと述懐している。
演出面では、パイロット作品を東映作品最後の担当となった小林義明が演出し、3話以降は浦沢との付き合いの長い坂本太郎を始め、渡辺勝也、田﨑竜太の3人が中心となりローテーションを組んだ。特に渡辺は最多となる17作品を演出。シグナルマン登場編、2度に亘る新ロボ登場編、地方ロケ編、そして最終話に至るまで本シリーズの要となる作品を全て手掛けている。またその後の戦隊シリーズの演出陣の主力となった竹本昇も、本作品の第44話にて監督デビューを果たしている。
劇中音楽は本作品が東映作品初登板であり、その後も平成仮面ライダーシリーズなど東映特撮に多数携わることの多い佐橋俊彦が担当した。佐橋は、初回録音時に60から70曲を用意せねばならず録音に作曲が間に合わず、その後もアイデアを使い果たしてしまい試行錯誤するなどの苦心があったことを後年のインタビューで述べている。髙寺からの要望はいずれもハイテンポで勢いやスピードを強調していたため、佐橋はディープ・パープルの曲調にオーケストラやシンセサイザーを加えたイメージとしている。
キャラクターデザインは本作品がシリーズ初参加である『特捜ロボ ジャンパーソン』などで東映特撮にも関わった経験を持つ野崎明と、前作より続投の阿部統が担当。また次作『メガレンジャー』にて本格的に参加となった下条美治も、ダップ関連のデザインという形で本作品に携わっている。
- 原作：八手三郎
- 連載：テレビマガジン、てれびくん、テレビランド[注釈 70]
- プロデューサー：梶淳、岩本太郎、太田賢司（テレビ朝日）、髙寺成紀（東映）、矢田晃一（東映エージエンシー）
- 脚本：浦沢義雄、曽田博久、荒川稔久
- 監督：小林義明、坂本太郎、渡辺勝也、田﨑竜太、松井昇、竹本昇
- 音楽：佐橋俊彦
- 撮影：いのくままさお
- 照明：竹田勝三、吉岡伝吉、高橋道夫
- 美術：山下宏
- 録音：石川孝
- 編集：伊吹勝雄、成島一城
- 計測：黒須健雄
- 操演：船越幹雄
- 記録：安倍伸子
- 選曲：宮葉勝行
- 音響効果：大泉音映
- 装飾：高谷昌毅、塩満義幸（装美社）
- 装置：東映美術センター、福居勉（紀和美建）
- 美粧：若村和代（サン・メイク）
- 衣裳：笠井智恵子（東京衣裳新社）
- 企画協力：企画者104
- キャラクターデザイン：野崎明、阿部統、下条美治
- 資料担当：葛西おと
- 視覚効果：沖満（映画工房 → 日本映像クリエイティブ）
- デジタル合成：大谷喜朋
- CG：東映アニメーション研究所
- 造型：レインボー造型企画、前沢範
- 技術協力：東通
- 現像：東映化学 ファイン・ネガ・ビデオシステム
- 広報：奥村彰浩、鈴木かおり（テレビ朝日）
- 撮影協力：新東京テクノ、三貴プリパレーション
- カースタント：タケシレーシング
- 車両協力：スズキ株式会社、BMW
- ミニチュア：アルファ企画、東陽モデル、ミューロン
- イラスト：野口竜、薄永俊之、スタジオメルファン、ARZスタジオ
- 助監督：田﨑竜太、竹本昇、中沢祥次郎、深作健太
- 進行主任：小迫進、谷口正洋
- 制作デスク：岩永恭一郎
- 制作担当：藤田佳紀
- アクション監督：山岡淳二、J・ムラカミ（ジャパンアクションクラブ）、新堀和男（レッドアクションクラブ）
- 特撮研究所
  - 操演：鈴木昶、尾上克郎
  - 撮影：高橋政千
  - 照明：保坂芳美
  - 美術：木植健次
- 特撮監督：佛田洋
- 制作：テレビ朝日[注釈 71]、東映、東映エージエンシー

## 音楽
本作品より木村英俊に代って本地大輔ディレクターがスーパー戦隊シリーズを担当するのに伴い、音楽展開においてもそれまでとは大きな変化が見られるようになった。その最たるものが、主題歌を含めた合計32曲もの歌曲と、それらほぼ全て（4曲はシングル未発売）の先行シングルカット化である。これに伴い主題歌もOPとEDが別売仕様となり、各カップリングには挿入歌が収録されるようになった。
また、それまで「ヒット曲集」としてリリースされていた前出の歌曲のアルバムも「ソングコレクション」に、「音楽集」は「ミュージックコレクション」へと改題され、それぞれ3枚がリリースされた。これらの他にも、純然たる企画ものとして「激走戦隊カーレンジャー★Merry Xmas!From Carranger ソングコレクション」が発売されている。ここではシングル発売された「Merry Xmas! from カーレンジャー」の他、佐橋俊彦編曲による「ジングルベル・フルアクセルヴァージョン」が事実上の新曲であり、他に日本コロムビア学芸部製作のクリスマスソング用カラオケを流用したものが8曲収録された。歌唱は全て岸祐二ら出演者たちによるもので、スーパーアクションサウンドのように恭介たちの掛け合いセリフも収録されている（実が子供のころの思い出を語る際に「仮面ライダーV3の変身ベルトが…」と発言するなど、かなりテンションの高いやり取りが聴ける）。同様の企画CDはセーラームーンでも行われた。
コロちゃんパックではレギュラーメンバーがラジオのDJ形式で曲紹介やミニドラマを展開する『げきそうドキドキ放送局』が製作され、こちらも3タイトルに渡ってリリースされている。
主題歌の歌手にはシリーズ初参加の高山成孝が起用され、挿入歌の歌手には前作『オーレンジャー』の主題歌・挿入歌を歌唱した速水けんたろうや『仮面ライダーBLACK』のエンディング曲を歌唱した坂井紀雄、メタルヒーローシリーズの『ブルースワット』やウルトラシリーズの主題歌・挿入歌を歌唱した前田達也などが起用された。
主題歌
前期オープニングテーマ「激走戦隊カーレンジャー」（第1 - 13話）
作詞：森雪之丞 / 作曲・編曲：小路隆 / 歌：高山成孝
実際の作風とは異なり、ギャグ面はほとんどない純粋なヒーローソングである。最終回ではEDとして使用された。
フルサイズ版は2番で終了し、演奏時間は2分41秒とシリーズ最短のOP曲となっている。
後期オープニングテーマ「激走戦隊カーレンジャー 〜フルアクセルヴァージョン〜」（第14 - 48話）
作詞：森雪之丞 / 作曲：小路隆 / 編曲：奥慶一 / 歌：高山成孝
第14話よりオープニング曲が別アレンジバージョンとなり、シリーズで初めてオープニング曲が変更された。この変更に関してプロデューサーの髙寺は、「シンセの軽快さに、生ブラスの豪快さやゴージャスさもプラスした方がいい」との思いから変更したと語っている。
原曲は2番で終了するが、こちらは2番のサビの後にもう1回サビが存在し、演奏時間が延長されている。
第32話から映像が変更されるのに合わせて、2番バージョンに変更。タイトルコールも再録音された。
本作品から『未来戦隊タイムレンジャー』まではOP曲の英語バージョンも製作された。
エンディングテーマ「天国サンバ」（第1 - 47話）
作詞：森雪之丞 / 作曲・編曲：小路隆 / 歌：高山成孝
OPとは異なり、本作品の特徴であるギャグ面がふんだんに取り込まれた楽曲で、歌詞は完全に敵サイドからのものとなっている。作中ではグラッチと小さくなったMMモグーが口ずさんでいた。
第48話（最終回）では本編内でインストゥルメンタル版が使用された。
映像も敵サイドが中心で、カーレンジャーは変身後の姿のみ登場。

挿入歌
「くる! クルマジックパワー!」（第21話）
作詞：荒川稔久 / 作曲・編曲：亀山耕一郎 / 歌：速水けんたろう
第21話ではインストゥルメンタル版と併用され、第26・32話ではインストゥルメンタル版のみが使用された。
「青春サーキット」（第11・18・44話）
作詞：洲崎千恵子 / 作曲・編曲：出口雅生 / 歌：朝川ひろこ
『百獣戦隊ガオレンジャーVSスーパー戦隊』では、歴代の女戦士（ファイブマンのファイブピンク以降）を紹介する際の挿入歌として使用されている。
「心のままに」
作詞：洲崎千恵子 / 作曲：出口雅生 / 編曲：亀山耕一郎 / 歌：渕上祥人
劇中使用は無かったが、歌詞が最終回の台詞に引用された。
「激走合体!! RVロボ」（第6・7・9・12・40話）
作詞：森雪之丞 / 作曲・編曲：小路隆 / 歌：高山成孝
第5・10・11・16・18・23・24・25話およびVSオーレンジャーではインストゥルメンタル版が使用された。
「俺達はカーレンジャー」（第8・19話）
作詞：森雪之丞 / 作曲・編曲：小路隆 / 歌：高山成孝
第9話ではインストゥルメンタル版が使用された。
「白バイ野郎シグナルマン」（第12・13・17・22話）
作詞：小泉卓 / 作曲・編曲：佐橋俊彦 / 歌：高尾直樹
第12話ではAパートで歌唱版、Bパートでインストゥルメンタル版がそれぞれ使用された。
第13話ではカラオケ版と併用され、第27・28・44話ではインストゥルメンタル版のみが使用された。
「CATCH THE WIND」（第18話）
作詞：妹尾研祐 / 作曲・編曲：亀山耕一郎 / 歌：前田達也
第46話ではインストゥルメンタル版が使用された。
「CARRANGER THE UNSTOPPABLE〜オープニングテーマ英語ヴァージョン〜」(第38話)
作詞：T.CRANE / 作曲・編曲：小路隆 / 歌：Mickey / コーラス：TOULOUSE
「ダップのうたダップ!」（第29話）
作詞：まるたまり / 作曲・編曲：佐橋俊彦 / 歌：ダップ（まるたまり）
秘密基地内でダップが歌っていた。
「ペガサスサンダー GO! GO! GO!」（第20話）
作詞：渡辺勝也 / 作曲・編曲：三宅一徳 / 歌：坂井紀雄
第20話ではインストゥルメンタル版と併用され、第21・36話ではインストゥルメンタル版のみが使用された。
ソングコレクション用に、台詞部分をカットし2番サビの歌詞をドラゴンクルーザーのものとした「type B」が存在する。
「カーレンジャー音頭」（第23話）
作詞：小泉卓 / 作曲・編曲：見里朝生 / 歌：朝川ひろこ
「カーレンジャー輝く」（第39話）
作詞：中沢祥次郎 / 作曲・編曲：亀山耕一郎 / 歌：高尾直樹
「うたおう! 交通安全 〜カーレンジャーになれるんジャー〜」
作詞：八手三郎 / 作曲・編曲：見里朝生 / 歌：山野さと子、森の木児童合唱団
「だから戦うカーレンジャー」（第32・47話）
作詞：荒川稔久 / 作曲・編曲：三宅一徳 / 歌：渕上祥人
第42話ではインストゥルメンタル版が使用された。
「夢見るゾンネット」（第15・21・29話）
作詞：浦沢義雄 / 作曲・編曲：佐橋俊彦 / 歌：ゾンネット（七瀬理香）
第21話ではバリバリアンで、第29話ではカラオケボックスでゾンネットが歌っていた。
「激走体操カーレンジャー」（第33話）
作詞：サイトウシゲツグ / 作曲・編曲：佐橋俊彦 / 歌：速水けんたろう、森の木児童合唱団
第43話ではインストゥルメンタル版が使用された。
「SHOOT! カーレンジャー」（第26話）
作詞：小泉卓 / 作曲・編曲：奥慶一 / 歌：坂井紀雄
第26話ではインストゥルメンタル版と併用され、第43話ではインストゥルメンタル版のみが使用された。
「Samba Pradiso〜エンディングテーマ英語ヴァージョン〜」
作詞：T.CRANE / 作曲・編曲：小路隆 / 歌：Mickey / コーラス：TOULOUSE
「絶対勝利だ! VRV」（第31・33・34・36・43話・VSオーレンジャー）
作詞：小泉卓 / 作曲・編曲：佐橋俊彦 / 歌：坂井紀雄
第31・36・43話ではインストゥルメンタル版と併用され、第39話ではインストゥルメンタル版のみが使用された。
「かぞえてバトルだ! カーレンジャー!!」（第31話）
作詞：只野太陽 / 作曲・編曲：一ノ瀬響 / 歌：高山成孝
作詞の「只野 太陽」は、徳間書店『テレビランド』副編集長（当時）の治郎丸慎也のペンネーム。
第39話ではインストゥルメンタル版が使用された。
「くもり空の夜だから」（第32話）
作詞：洲崎千恵子 / 作曲・編曲：出口雅生 / 歌：陣内恭介（岸祐二）
第32話では恭介がペガサスで歌っていた。第45話ではインストゥルメンタル版が使用された。
「夢見るらぶらぶラジエッタ」（第34話）
作詞：荒川稔久 / 作曲・編曲：亀山耕一郎 / 歌：ラジエッタ（須藤実咲）
「RED ZONE バトルはBIN! BIN! BIN!」（第46話）
作詞：或部諧（阿部活） / 作曲・編曲：亀山耕一郎 / 歌：高尾直樹
作詞の「或部 諧」は、小学館『てれびくん』カーレンコール担当（当時）の阿部活のペンネーム。
「どこまでも、いつまでも」
作詞：八手三郎 / 作曲・編曲：出口雅生 / 歌：渕上祥人
「暴走戦隊ゾクレンジャー」（第25話）
作詞：荒川稔久 / 作曲・編曲：小路隆 / 歌：高山成孝
ゾクレンジャー登場時、戦闘BGMとして流れたオープニングテーマのセルフパロディ（替え歌）。歌詞の内容は原曲と反対に、悪への勧めや悪の心情を歌う内容となっている。
CDのブックレットなど多くの媒体で作詞者が「宮場勝行」とされているが、これはコロムビア側の手違いであり、実際には番組のサブライターを務めた荒川稔久が作詞を担当している。なお、選曲担当・作曲家の宮葉勝行とは無関係である。
「ビクトレーラー 巨大なるマシン」
作詞：東映テレビプロ文芸室 / 作曲・編曲：佐橋俊彦 / 歌：VRVマイスタージンガー
第30・31・35・43話およびVSオーレンジャーではカラオケ版が使用された。
「げきそうマシン大集合!!」
作詞：田神悠 / 作曲・編曲：一ノ瀬響 / 歌：坂田おさむ、森の木児童合唱団
「Merry Xmas! from カーレンジャー」（第43話）
作詞：藤林聖子 / 作曲・編曲：佐橋俊彦 / 歌：カーレンジャー（岸祐二、増島愛浩、福田佳弘、本橋由香、来栖あつこ、まるたまり）
インストゥルメンタル版と併用されて使用された。
上記の他、第2話で総一郎が「自動車ショー歌」を、恭介が「カローラIIに乗って」を口ずさむシーンが存在し、また第23話では「BREAK OUT!」、第31話では「You're my sunshine」、第38話では「ハロー／いとこの来る日曜日」が挿入歌として使用された。

### ドラマ入りコロちゃんパック
本作品では3種のドラマ入りカセットが発売された。これ以前にあったスーパーアクションサウンドシリーズに比べ、戦いを描くシーンはほとんど無く、あくまでドキドキ放送局という番組進行の形になっている。以下にタイトルと概要を紹介する（挿入曲は割愛）。
- COTZ971「激走戦隊カーレンジャー〜げきそうドキドキ放送局」各コーナー冒頭にはカーレンジャー標語が紹介される。
  - sideA
    1. 〔おしゃべり (1)〕恭介の「げきそうドキドキ放送局!!」…選曲担当のダップはいきなり前作の曲をかけてしまう
    2. 〔おしゃべり (2)〕直樹の「なんでもナンバー1!」…直樹の独断で決めた結果に恭介は不満を漏らす
    3. 〔おしゃべり (3)〕実の「発見!ごっつうまい店!!」…芋長へ現地取材に向かうとグラッチと遭遇となりカーレンジャー出動
    4. 〔おしゃべり (4)〕もうすぐB面 …芋丁に向かうところでA面終了

  - sideB
    1. 〔おしゃべり (5)〕菜摘の「知ってトクする交通ルール」…クイズ形式だがシグナルマンが登場して彼のペースに
    2. 〔おしゃべり (6)〕洋子の「よいこ電話相談室」…電話の相手は聞き覚ええのある声であった
    3. 〔おしゃべり (7)〕5人そろって出動「激走!アクセルチェンジャー!!」…番組の締めに入ろうとするとボーゾック発生で出動
- COTZ980「激走戦隊カーレンジャー〜げきそうドキドキ放送局2」コーナーのラストによっては「歌え！カーレンジャーの歌」という題名でカーレンジャーのメンバーがOPやEDの替え歌を披露する。
  - sideA
    1. 〔おしゃべり1〕恭介の「マジでげきそうドキドキ放送局!!」…寝坊した恭介たちはダップの電話でスタジオへ急ぎ、放送開始
    2. 〔おしゃべり2〕洋子の「1分間クッキング!」…まるでうまくいかない洋子の料理
    3. 〔おしゃべり3〕直樹の「美しい日本語講座」…直樹がダップに正しい日本語を教えるが、最終的には直樹がおかしくなってしまう
    4. 〔おしゃべり4〕VRVマスター登場で、もうすぐB面 …最後の最後までギャグが盛り込まれている

  - sideB
    1. 〔おしゃべり5〕菜摘の「激走カーナビック占い」…VRVマスターの正体を探るべく、菜摘がインタビュー
    2. 〔おしゃべり6〕実の「激走むかしばなし」…『カーレンたろう』なる昔話を披露するが、しどろもどろに…
    3. 〔おしゃべり7〕出動!VRVマシン!!…ボーゾックが出現し、VRVマシンで戦いを挑む
    4. 〔おしゃべり8〕おはようダップで、じゃあまたね!…この時点で第3弾クリスマス編の予告を告げている
- COTZ984「激走戦隊カーレンジャー〜げきそうドキドキクリスマス!!」12月24日クリスマスイブにおける恭介たちのドラマである。挿入曲もクリスマスアルバムに準じている。
  - sideA
    1. 〔おしゃべり (1)〕クリスマスだよ!カーレンジャー」…ペガサスでパーティの準備を開始する五人とダップ
    2. 〔おしゃべり (2)〕わくわくパーティー準備中…ダップの勘違いなどありつつ
    3. 〔おしゃべり (3)〕いきなりサンタのプレゼント!?…サンタクロースからプレゼントが届くが、それは配送代行依頼であった
    4. 〔おしゃべり (4)〕出動!カーレンジャーサンタ!! …変身して配達に向かうカーレンジャーサンタ

  - sideB
    1. 〔おしゃべり (5)〕ぬき足さし足大さわぎ…子供たちに気付かれないようプレゼントを届ける
    2. 〔おしゃべり (6)〕いい子じゃない子はもらえない!…げきそうドキドキシリーズ初の対グラッチバトルシーン。最大の聴きどころといえる掛け合いが炸裂する
    3. 〔おしゃべり (7)〕ホントのサンタのプレゼント…ボーゾック撃退となり、楽しくパーティ開始。サンタからのご褒美は1本のカセットテープであった

## 放送日程
サブタイトルには特に決まったフォーマットはないが、いずれも交通用語や自動車に関連する言葉が含まれたものとなっている。またエンディング後の次回予告では、簡単な交通安全講座も行っている。
| 放送日         | 放送回 | サブタイトル                       | 登場怪人 | 脚本     | 監督     |
| -------------- | ------ | ---------------------------------- | --- | -------- | -------- |
| 1996年03月01日 | 1      | 戦う交通安全                       | - 暴走消防車 - ボーゾック（声：大塩昌則、相川冬也、米山信之、渡部るみ） | 浦沢義雄 | 小林義明 |
| 3月08日        | 2      | 踊る騒音公害                       | - 宇宙のベートーヴェン・BBドンパ（声：田中和実） - ボーゾック（声：相川冬也、渡部るみ） | 浦沢義雄 | 小林義明 |
| 3月15日        | 3      | 正義の初心者印                     | - ボーゾックの根性叩き直し屋・RRリー（声：細井治） | 浦沢義雄 | 坂本太郎 |
| 3月22日        | 4      | 巨大化に赤信号                     | - ボーゾック一の大食い・MMモグー（声：河本浩之） - 巨大グラッチ | 浦沢義雄 | 坂本太郎 |
| 3月29日        | 5      | この先激走合体                     | - ボーゾック一の大食い・MMモグー - バリッカー | 浦沢義雄 | 渡辺勝也 |
| 4月05日        | 6      | 私達…一方通行                      | - ボーゾック一の探しもの名人・QQキュータン（声：加藤精三） | 浦沢義雄 | 渡辺勝也 |
| 4月12日        | 7      | 青は進入禁止?!                     | - ボーゾック一の落書き名人・NNネレンコ（声：梅津秀行） | 浦沢義雄 | 田﨑竜太 |
| 4月19日        | 8      | 変身腕輪不携帯                     | - ボーゾック一の走り屋・YYビンゴ（声：千田義正） - ボーゾック一の走り屋・YYゴンザ（声：塩屋浩三） | 浦沢義雄 | 田﨑竜太 |
| 4月26日        | 9      | 星へのUターン                      | - ボーゾックの皿洗い・KKエス / 宇宙のスピード王マックス（声：二又一成） - BBドドンパ | 浦沢義雄 | 坂本太郎 |
| 5月03日        | 10     | 大逆転!! 自転車教習                | - ボーゾックレディースの女番長・LLオネネ（声：柳沢三千代） | 曽田博久 | 坂本太郎 |
| 5月10日        | 11     | 怒りの重量オーバー                 | - ボーゾック一の数字の魔術師・PPラッパー（声：江原正士） | 荒川稔久 | 渡辺勝也 |
| 5月17日        | 12     | 宇宙から来た信号野郎               | - UUウーリン（声：渡部猛） | 浦沢義雄 | 渡辺勝也 |
| 5月24日        | 13     | 出動!! 自慢の緊急車両              | - 再生UUウーリン（声：渡部猛） | 浦沢義雄 | 渡辺勝也 |
| 5月31日        | 14     | 雷地獄へフルアクセル               | - エレキンタ（声：郷里大輔） | 曽田博久 | 田﨑竜太 |
| 6月07日        | 15     | 悪まで仮免恋愛中!                  | - GGゴキちゃん（声：桜井敏治） | 荒川稔久 | 田﨑竜太 |
| 6月14日        | 16     | ワル知恵合流注意                   | - JJジェットン（声：高戸靖広） | 浦沢義雄 | 坂本太郎 |
| 6月21日        | 17     | 押し着せ正面衝突!                  | - ボーゾック一のファッションデザイナー・ZZゼリ（声：西村智博） | 浦沢義雄 | 坂本太郎 |
| 6月28日        | 18     | うそつきハート整備中               | - ボーゾック一の温泉研究家・OOオーパ（声：上田敏也） | 曽田博久 | 渡辺勝也 |
| 7月05日        | 19     | 恋のあて逃げ娘!                    | - ボーゾック一のピッチャー・HHデーオ（声：関智一） | 荒川稔久 | 渡辺勝也 |
| 7月12日        | 20     | 試乗最高の名車!!                   | - ボーゾック一の発掘野郎・WWワリッチョ（声：八代駿） | 浦沢義雄 | 田﨑竜太 |
| 7月19日        | 21     | カーナビを超えたカーナビ           | - ボーゾック一の祈祷師・AAアバンバ（声：青木和代） | 浦沢義雄 | 田﨑竜太 |
| 7月26日        | 22     | 悲劇の交通ルール体質               | - ボーゾック一の虫とり名人・CCチャッコー（声：志賀克也） - 養殖ボーゾック | 浦沢義雄 | 坂本太郎 |
| 8月02日        | 23     | 王女様にオーバーヒート!            | - ボーゾック一のアスリート・VVゴリーン（声：江川央生） | 荒川稔久 | 坂本太郎 |
| 8月09日        | 24     | 急発進?! ニューリーダー            | - ボーゾック一偏差値が高い・TTテルリン（声：肝付兼太） | 浦沢義雄 | 渡辺勝也 |
| 8月16日        | 25     | ナゾナゾ割り込み娘!                | - 暴走戦隊ゾクレンジャー - ボーゾック一のヒーロー研究家・SSパマーン / ゾクレッド（声：林一夫） - ゾクブルー（声：細井治） - ゾクグリーン（声：宮田浩徳） - ゾクイエロー（声：千田義正） - ゾクピンク（声：塩野勝美） | 荒川稔久 | 渡辺勝也 |
| 8月23日        | 26     | ノンストップ宅配武器               | - ボーゾック一の通販マニア・DDドンモ（声：龍田直樹） | 荒川稔久 | 田﨑竜太 |
| 8月30日        | 27     | 単身赴任の分岐点…                  | - ボーゾック一のピザ作り名人・XXミレーノ（声：納谷六朗） | 浦沢義雄 | 田﨑竜太 |
| 9月06日        | 28     | さらば信号野郎!!                   | - ボーゾック一のお祭り野郎・HHワッショイショイ（声：峰恵研） | 浦沢義雄 | 坂本太郎 |
| 9月13日        | 29     | 予期せぬ大怪獣事故!!               | - ブレーキング - リッチリッチハイカー教授 | 浦沢義雄 | 坂本太郎 |
| 9月20日        | 30     | 衝撃のデビュー! はたらく車!!       | - ブレーキング - リッチリッチハイカー教授 | 浦沢義雄 | 渡辺勝也 |
| 9月27日        | 31     | フルモデルチェンジだ! VRVロボ      | - 改造ブレーキング - リッチリッチハイカー教授 | 浦沢義雄 | 渡辺勝也 |
| 10月04日       | 32     | RVロボ大逆走!                      | - ボーゾック一のキムチ好き・ZZギューリー（声：山下啓介） | 浦沢義雄 | 渡辺勝也 |
| 10月11日       | 33     | おめざめ! 激走ダップ               | - ヘルスボーゾック一暑苦しい男・UUウッス（声：亀山助清） | 荒川稔久 | 松井昇   |
| 10月18日       | 34     | 恋の世話焼き割り込み娘             | - デビルボーゾック一の追っかけ激写野郎・FFムンチョリ（声：大森章督） | 荒川稔久 | 松井昇   |
| 10月25日       | 35     | 裏切りの信号野郎                   | - 悪のシグナルマン - ボーゾック一のお使い野郎・GGボーン（声：篠田薫） | 浦沢義雄 | 坂本太郎 |
| 11月01日       | 36     | 怪しい排ガス一掃作戦               | - 悪のシグナルマン - ボーゾック一の植木職人・BBコイヤ（声：神山卓三） - 宇宙バチ | 浦沢義雄 | 坂本太郎 |
| 11月08日       | 37     | 恐怖の大宇宙ハイウェイ計画         | - ノリシロン－12 | 浦沢義雄 | 田﨑竜太 |
| 11月15日       | 38     | バックオーライ!? イモヨーカン人生  | - ボーゾック一のメイクアップアーチスト・PPチープリ（声：飯塚昭三） - ノリシロン－12 | 曽田博久 | 田﨑竜太 |
| 11月22日       | 39     | 道路好き好き!! 宇宙ペット          | - ボーゾック一の調教師・CCパッチョーネ（声：柴田秀勝） - 宇宙生物ビーガー（声：木藤聡子） | 曽田博久 | 渡辺勝也 |
| 11月29日       | 40     | 浪速ともあれスクランブル交差ロボ!? | - ボーゾック一口が上手い・OOバットン（声：矢尾一樹） | 荒川稔久 | 渡辺勝也 |
| 12月13日       | 41     | 暴走皇帝戦慄の燃料チェック         | - IIゴキちゃん（声：桜井敏治） - スカイギギューン - マリンザブーン | 荒川稔久 | 田﨑竜太 |
| 12月13日       | 42     | 全車エンスト! 巨大ロボ絶体絶命!!   | - マリンザブーン | 荒川稔久 | 田﨑竜太 |
| 12月20日       | 43     | メリークルマジッククリスマス!!     | - スカイギギューン - マリンザブーン - ランドズズーン | 荒川稔久 | 田﨑竜太 |
| 1997年01月10日 | 44     | 不屈のチキチキ激走チェイス!        | - ボーゾック一のメカニック・MMシューリスキー（声：沢りつお） - エグゾスター | 曽田博久 | 竹本昇   |
| 1月17日        | 45     | ホントの恋の出発点                 | - ボーゾック一の縁結び名人・EEムスビノフ（声：真殿光昭） | 荒川稔久 | 竹本昇   |
| 1月24日        | 46     | 突然失効!? 変身パワー              | - ノリシロン-最終 | 浦沢義雄 | 渡辺勝也 |
| 1月31日        | 47     | 当って砕けろ!? 決死の宇宙ドライブ  | - 総長ガイナモ - 副長ゼルモダ - 発明家グラッチ | 浦沢義雄 | 渡辺勝也 |
| 2月07日        | 48     | いつまでも交通安全!!               | - エグゾス・スーパーストロング | 浦沢義雄 | 渡辺勝也 |

## 評価
前作ほどではないものの苦戦が続いていたが、一方で物語が進むにつれて従来の人気を回復するに至っている。また売上面においては『オーレンジャー』よりは下がったが、総売上118億円、うち玩具売上64億円を記録した。
助監督として参加していた深作健太によれば、当時テレビアニメ『新世紀エヴァンゲリオン』で人気を博していたアニメーション監督の庵野秀明が本作品を評価しており、撮影現場にも見学に訪れていたという。

## 放映ネット局
| 対象地域           | 放送局           | 系列           | 備考                                                      |
| ------------------ | ---------------- | -------------- | --------------------------------------------------------- |
| 関東広域圏         | テレビ朝日       | テレビ朝日系列 | キーステーション                                          |
| 北海道             | 北海道テレビ     | テレビ朝日系列 |                                                           |
| 青森県             | 青森朝日放送     | テレビ朝日系列 |                                                           |
| 岩手県             | 岩手朝日テレビ   | テレビ朝日系列 | 放送期間：96年10月 - 97年2月/時差ネット                   |
| 宮城県             | 東日本放送       | テレビ朝日系列 |                                                           |
| 秋田県             | 秋田朝日放送     | テレビ朝日系列 |                                                           |
| 山形県             | 山形テレビ       | テレビ朝日系列 |                                                           |
| 福島県             | 福島放送         | テレビ朝日系列 |                                                           |
| 新潟県             | 新潟テレビ21     | テレビ朝日系列 | 時差ネット                                                |
| 富山県             | 北日本放送       | 日本テレビ系列 | 1997年3月24日の最終回時点では月曜 16:55 - 17:25にて放送。 |
| 石川県             | 北陸朝日放送     | テレビ朝日系列 | 時差ネット                                                |
| 福井県             | 福井テレビ       | フジテレビ系列 | 1997年4月24日の最終回時点では木曜 16:25 - 16:55にて放送。 |
| 山梨県             | 山梨放送         | 日本テレビ系列 | 時差ネット                                                |
| 長野県             | 長野朝日放送     | テレビ朝日系列 |                                                           |
| 静岡県             | 静岡朝日テレビ   | テレビ朝日系列 |                                                           |
| 中京広域圏         | 名古屋テレビ     | テレビ朝日系列 |                                                           |
| 近畿広域圏         | 朝日放送         | テレビ朝日系列 | 現 朝日放送テレビ                                         |
| 鳥取・島根県       | 山陰中央テレビ   | フジテレビ系列 |                                                           |
| 広島県             | 広島ホームテレビ | テレビ朝日系列 |                                                           |
| 山口県             | 山口朝日放送     | テレビ朝日系列 | 時差ネット                                                |
| 徳島県             | 四国放送         | 日本テレビ系列 |                                                           |
| 香川・岡山県       | 瀬戸内海放送     | テレビ朝日系列 |                                                           |
| 愛媛県             | 愛媛朝日テレビ   | テレビ朝日系列 |                                                           |
| 高知県             | テレビ高知       | TBS系列        |                                                           |
| 福岡県             | 九州朝日放送     | テレビ朝日系列 |                                                           |
| 長崎県             | 長崎文化放送     | テレビ朝日系列 |                                                           |
| 熊本県             | 熊本朝日放送     | テレビ朝日系列 |                                                           |
| 大分県             | 大分朝日放送     | テレビ朝日系列 |                                                           |
| 宮崎県             | 宮崎放送         | TBS系列        |                                                           |
| 鹿児島県           | 鹿児島放送       | テレビ朝日系列 |                                                           |
| 沖縄県             | 琉球朝日放送     | テレビ朝日系列 |                                                           |
| 未放送地域：佐賀県 |                  |                |                                                           |

## 映像ソフト化
いずれも発売元は東映ビデオ。
- ビデオ（VHS、セル・レンタル共通）は1997年4月 - 1998年2月にかけて全11巻(各巻4話収録。8巻～11巻は5話収録)がリリースされている。
- テレビシリーズを再編集したHEROクラブのビデオが4巻リリースされている。
- DVDは2007年7月21日から10月21日にかけて、全4巻（各2枚組、各巻12話収録）がリリースされた。1〜5話のみニュープリント。DVDのジャケットデザインはテレビ絵本雑誌のような絵柄になっており、放送当時のメインスポンサーの講談社ではなく、小学館のてれびくん編集部がデザインを担当している。

## オリジナルビデオ
- 激走戦隊カーレンジャーVSオーレンジャー
- 電磁戦隊メガレンジャーVSカーレンジャー

## 児童誌特製ビデオ
- 『激走戦隊カーレンジャー「スーパービデオ ヒーロースクール」』
  - 構成 - 荒川稔久
  - 演出 - 田﨑竜太
  - 編集 - こんのはるひと
  - 演出補 - 中澤祥次郎
  - 音楽 - 奥村雪路

## CS放送・ネット配信
CS放送
- 東映チャンネル
  - 2010年5月 - 10月
  - 2012年10月 - 2月

ネット配信
- 東映特撮 YouTube Official
  - 2013年7月1日 - 12月15日
  - 2017年5月14日 - 10月22日
  - 2020年2月18日 - 8月4日
  - 2024年2月15日 - 8月1日
- 東映特撮ニコニコおふぃしゃる
  - 2016年1月22日 - 12月16日
- Amazon Prime Video…有料配信中

## 漫画版
『てれびくん』で上山道郎による漫画版が2度掲載された。内容は第1話をベースにしたもの（1996年3月号）と、シグナルマン登場の回をモチーフにしたもの（1996年6月号）である。上山は本作品以外に『忍者戦隊カクレンジャー』、『オーレンジャー』、『メガレンジャー』の漫画版も担当しているが、本作品が「一番描いていて楽しかった」と振り返っている。
2011年には『海賊戦隊ゴーカイジャー』における元レッドレーサー・陣内恭介と6人目の戦士の登場を記念し、上山のブログとPixivでこれらに修正を加えたものが掲載された。
『テレビランド』1996年3月号から1997年2月号にて南部鉄鬼による漫画版が連載されていた。

## ゲーム作品
- 激走戦隊カーレンジャー 全開!レーサー戦士
- 激走戦隊カーレンジャー 〜たたかえ!ひらがなレーサー〜

1996年6月26日発売プレイディアソフト。同ハードから発売された最後のソフトとなる。

## シリーズ内の他作品への登場
各作品における詳細はそれぞれの項目を参照。
スーパー戦隊大集合
『未来戦隊タイムレンジャー』第51話として放送された特別総集編。タイムレンジャー5人がタイムジェットで本作品の世界を見に来たという設定で、本作品の映像が流用されている。
『百獣戦隊ガオレンジャーVSスーパー戦隊』
『百獣戦隊ガオレンジャー』のスーパー戦隊Vシネマ作品で、レッドレーサーとVファイヤーが登場。
『海賊戦隊ゴーカイジャー』
関連する映画も含め、複数のキャラクターが同作品にて登場。
テレビシリーズ：恭介（第14話）、シグナルマン（最終回）
ゴーカイジャー ゴセイジャー スーパー戦隊199ヒーロー大決戦：シグナルマン、RVロボ
海賊戦隊ゴーカイジャー THE MOVIE 空飛ぶ幽霊船：ワンパー
『機界戦隊ゼンカイジャー THE MOVIE 赤い戦い! オール戦隊大集会!!』
『機界戦隊ゼンカイジャー』の劇場作品。レッドレーサーが登場。
『機界戦隊ゼンカイジャーVSキラメイジャーVSセンパイジャー』
ピンクレーサーが登場。